# Audi S4
Der S4 war zwischen 1997 und 2023 die Sportversion des Audi A4. Eine noch sportlichere Variante ist der RS4.
Die erste S4-Generation war die Sportversion des Audi 100 C4 und somit der Nachfolger des Audi 200 C3 (Die Sportversion des Audi 100 C3). Das Modell erschien 1991. Seit der Umstellung der Modellbezeichnungen auf Audi A x 1994 heißen die Sportversionen Audi S x.
Da die Audi A4-Plattform aus dem Audi 80 entstand, kann deren Sportversion gewisser Maßen auch als Vorgängerversion bezeichnet werden. Dies wäre der Audi S2, welcher als Coupé, Limousine und Avant gefertigt wurde.
Weil gerade Ziffern in Audis Modellpalette künftig für Elektroautos verwendet werden sollen, wird die Sportversion seit 2024 als Audi S5 angeboten.

## S4 C4 (1991–1994)

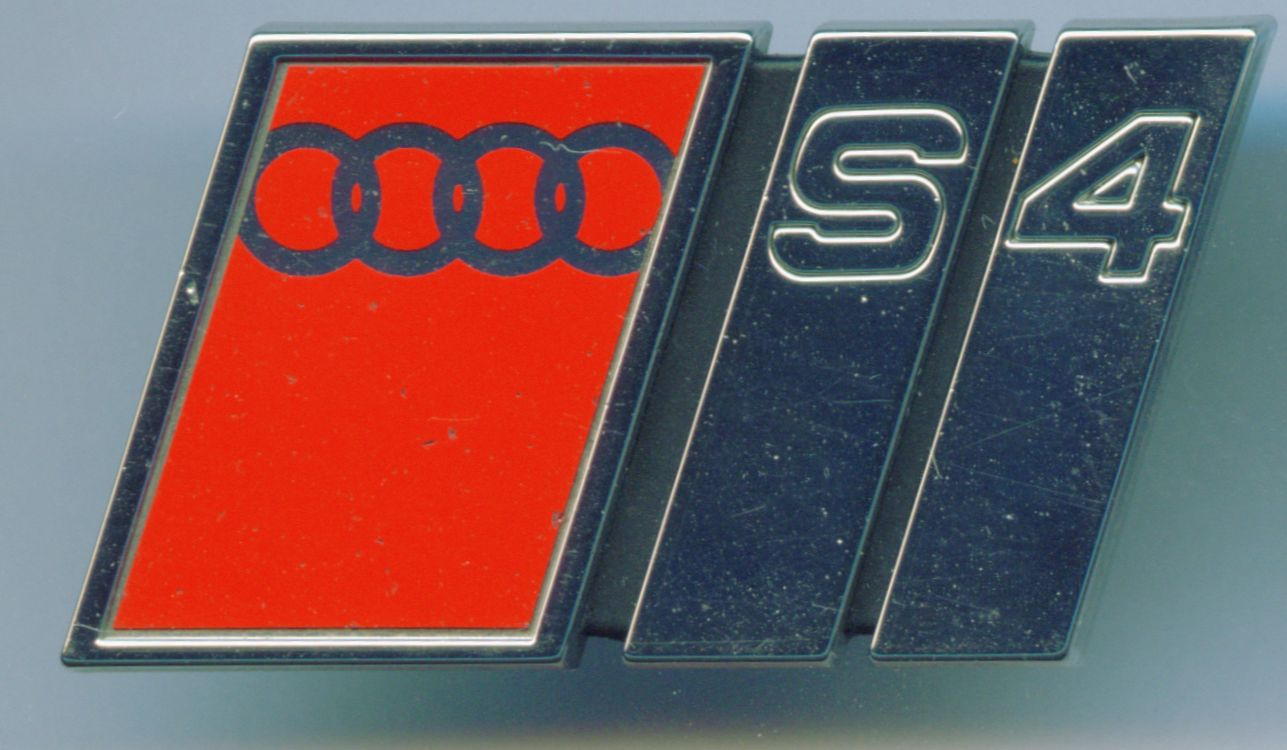
Audi S4 Emblem der ersten Generation

Der Audi 100 S4 C4 wurde sowohl als Limousine als auch als Kombi (Avant) angeboten. Der Name S4 leitet sich dabei von der Modellbezeichnung C4 ab.
Der S4 C4 ist die Sportversion des Audi 100 C4. Er orientiert sich dabei weitestgehend an der hohen Verarbeitungsqualität der Serie sowie der altbewährten Motor-Technik aus dem Audi V8 bzw. dem Audi 200. Es ist das einzige Modell der S4-Serie von Audi, der auf der „C“-Basis basiert. Alle folgenden Modelle basieren auf dem Audi A4 und dessen Typisierung „B“. Dadurch ist der S4 C4 von seiner Modellcharakteristik, in Sachen Abmessung und Gewicht eher einem heutigen A6 als einem A4 zuzuordnen. Die Sportversion des Audi 80 B4, der Vorgänger des A4/S4 B5, war damals der S2 bzw. RS2. Erst danach basierte das Modell auf der „B“-Plattform. Er ist daher auch der gehobenen Mittelklasse (Obere Mittelklasse) zuzuordnen, wenn gleich er sogar höhere Ausstattungsmerkmale als der damalige Audi V8 der Oberklasse aufweist.
Zum Modelljahr 1992 (Nach den Werksferien, August 1991) erschien der S4 zunächst nur mit dem 5-Zylinder 20V Turbomotor, welcher als Grundmotor nahezu baugleich, aber mit zum Teil unterschiedlicher Leistung, bereits seit Mitte der 80er Jahre in verschiedenen anderen Audi-Modellen eingebaut wurde.
Als zum Modelljahr 1993 (ab Oktober 1992) zusätzlich zum Turbomotor auch der aus dem Audi V8 bekannte 4,2 l V8 Motor zur Verfügung stand, wurde der S4 zur sportlicheren, moderneren sowie um 8050 DM günstigeren Alternative gegenüber der Luxuskarosse. Dieser Umstand führte zu einer deutlichen internen Konkurrenz, was wohl auch ein Grund für die Einstellung der Produktion des Audi V8 ein Jahr später war. Das Fahrzeug war ab da somit bis zur Präsentation des Audi RS2 bzw. Audi S6 C4 das Topmodell des Herstellers.
Wohl prominentester Besitzer eines Audi S4 V8 Avant war Ayrton Senna. Er bekam als brasilianischer Generalimporteur von Audi dieses Modell Anfang 1994 zur Verfügung gestellt. Er nutzte das Fahrzeug im Alltag, verunglückte jedoch wenige Wochen später beim Großen Preis von San Marino tödlich. Das Auto befindet sich noch heute im Familienbesitz und hat weniger als 5000 km zurückgelegt.
Mit der Facelift-Version des Audi 100 C4, dem A6 C4 ab Modelljahr 1995, wurde der Audi S4 C4 zum Audi S6 C4 weiterentwickelt. Dieser basiert auf der gleichen Plattform, unterscheidet sich aber optisch wie technisch zum S4.
Der Audi S4 V8 ist der stärkste, schnellste und zur damaligen Zeit mit 97.500 DM (Limousine), bzw. 101.700 DM (Avant) Grundpreis auch teuerstes Modell der gesamten Audi 100 Baureihe. Der Grundpreis des S4 20V lag je nach Ausführung zwischen 81.500 und 89.600 DM.
Die gebauten Stückzahlen belaufen sich für den 2.2 20V Turbo auf 9.286 Limousinen bzw. 4.654 Avant sowie beim 4.2 V8 auf 502 Limousinen und 1.486 Avant. Somit zusammen 13.940 Turbo-Motoren und 1.988 V8-Modelle. Insgesamt wurden 15.928 Stück gebaut, sieben Mal so viele Fünfzylinder wie V8-Modelle.

### Karosserie und Technik
Die Karosserie des Audi S4 orientiert sich weitgehend an der des Audi 100 C4. Neu gestaltet wurden die Frontpartie, die Kotflügel wurden verbreitert und somit auch der Stoßfänger vorne. Außerdem wurden diesem zusätzlichen Lufteinlässe zur Anströmung von Ladeluft- und Ölkühler hinzugefügt. Wahlweise gab es den Avant auch ohne Dachreling, wodurch das Gesamterscheinungsbild sportlicher wirken soll. Die Scheinwerfer wurden, bedingt durch das Vorhandensein der zusätzlichen Lade- bzw. Ölkühler durch kombinierte Halogen oder Xenon Dreifach-Ellipsoid-Scheinwerfer (DE-Technik) mit integrierten Nebelscheinwerfern ersetzt, welche sonst nur die Turbodiesel-Modelle im Audi 100 C4 Serie haben. Die tiefergesetzten Nebelscheinwerfer in der Stoßstange fielen somit weg. Am Heck wurde ein durchgehendes Heckleuchtenband eingesetzt. Der 4,2 Liter V8 ist äußerlich durch lackierte Stoßleisten erkennbar. Der 20V Turbo hat dagegen kunststoffarbene Leisten. Auch an den S4-Emblemen am Frontgrill sowie am Heck mit den Schriftzügen 20V quattro oder 4.2 ist der S4 zu erkennen.
Beim 5-Zylinder passte erstmals der gesamte Wasserkühler komplett mittig vor den Motor und musste nicht mehr wie noch im Audi 200 C3 oder dem S2 als verkleinerte Ausführung links neben den Motor gesetzt werden.
Der 20V Turbo ist bis Anfang 1994 mit der Faustsattel-HP-Bremse, der sogenannten UFO-Bremse (Bremsscheiben 310 x 25), ausgerüstet. Im letzten Modelljahr erhielt das Modell die Schwimmsattelbremse HP2. Die 4.2 V8 haben dagegen immer die HP2-Bremsanlage mit 314 x 30 großen Bremsscheiben vorn. Die hinteren Bremsscheiben sind, anders als beim Audi 100, innenbelüftet und mit 269 x 20 ebenfalls größer.
Der S4 sticht auch mit einigen Neuerungen in der Audi Produktpalette hervor. So stand erstmals unter anderem eine Gasentladungslampe zur Auswahl.
Die Bremskraftverstärkung ist hydraulisch mittels 120 bar Zentralhydraulik ausgeführt, welche auch die Lenkung unterstützt. Das System wird über den Keilriemen von einer Zweikreis- bzw. Tandem-Hydraulikpumpe betrieben. Zur zusätzlichen Lenkunterstützung gibt es neben der Servolenkung die sogenannte Servotronic, welche den Lenkwiderstand im Stand und bei langsamer fahrt spürbar reduziert und bei höheren Geschwindigkeiten verstärkt. Das Bremssystem ist deutlich leistungsfähiger wie die Unterdruck-Bremskraftverstärkung des Audi 100 und durch den oft fehlenden Unterdrucks beim Turbomotor (häufiger Überdruckbetrieb) auch besser für diesen geeignet. Aufgrund der Anfälligkeit, besonders durch Undichtigkeit des hydraulischen Druckspeichers, sind dennoch Umbauten mit Unterdruck-Bremskraftverstärkung bekannt.
Anders als beim Audi 100 standen exklusiv 6-Gang-Schaltgetriebe zur Auswahl. Der V8 hat dieses serienmäßig.
Das Heckdifferential lässt sich pneumatisch/mechanisch per Taster in der Mittelkonsole bis 25 km/h sperren. Dies wird durch eine Anzeige in der Mittelkonsole signalisiert.
Da der V8 über eine stärkere Kupplung verfügt, besitzt das Modell eine geänderte Kupplungspedalerie mit zwei Übertotpunktfedern und einem verstärkten Kupplungsgeberzylinder.
Beide Motorisierungen haben Serie ein Sportfahrwerk, welches deutlich straffer und 25 mm tiefer als das Serienfahrwerk ist.
Der S4 gilt wie der Serien-Audi 100 als äußerst zuverlässig und haltbar. Hohe Laufleistungen von über 300.000 Kilometern sind keine Seltenheit. Dennoch zeichnet sich der V8-Motor durch einen oft hohen Ölverbrauch sowie die 5-Zylinder durch Risse in den Zylinderköpfen aus. Wartungsarbeiten gestalten sich beim S4 sehr häufig als äußerst aufwendig und kostspielig. Etwa für den Zahnriemenwechsel beim V8-Motor werden diverse Spezialwerkzeuge wie Gegenhalter oder Arretierungen für die Zündverteiler benötigt. Allein die Kosten für die Spannrolle des Zahnriemens betragen bei Audi 113,53 €. Das Wechselintervall liegt dafür bei hohen 120.000 Kilometern, ohne zeitliche Begrenzung. Durch die nun über 30 Jahre alte Technik und die oft mangelnde Digitalisierung von Stromlaufplänen und Reparaturleitfäden, stellt sich eine Wartung auch für Audi-Betriebe als zunehmend schwierig heraus. Auch elektronische Prüf- und Testgeräte oder andere Spezialwerkzeuge, welche seit 25 Jahren für neuere Modelle keine Verwendung mehr haben, werden oft für Reparaturen benötigt.

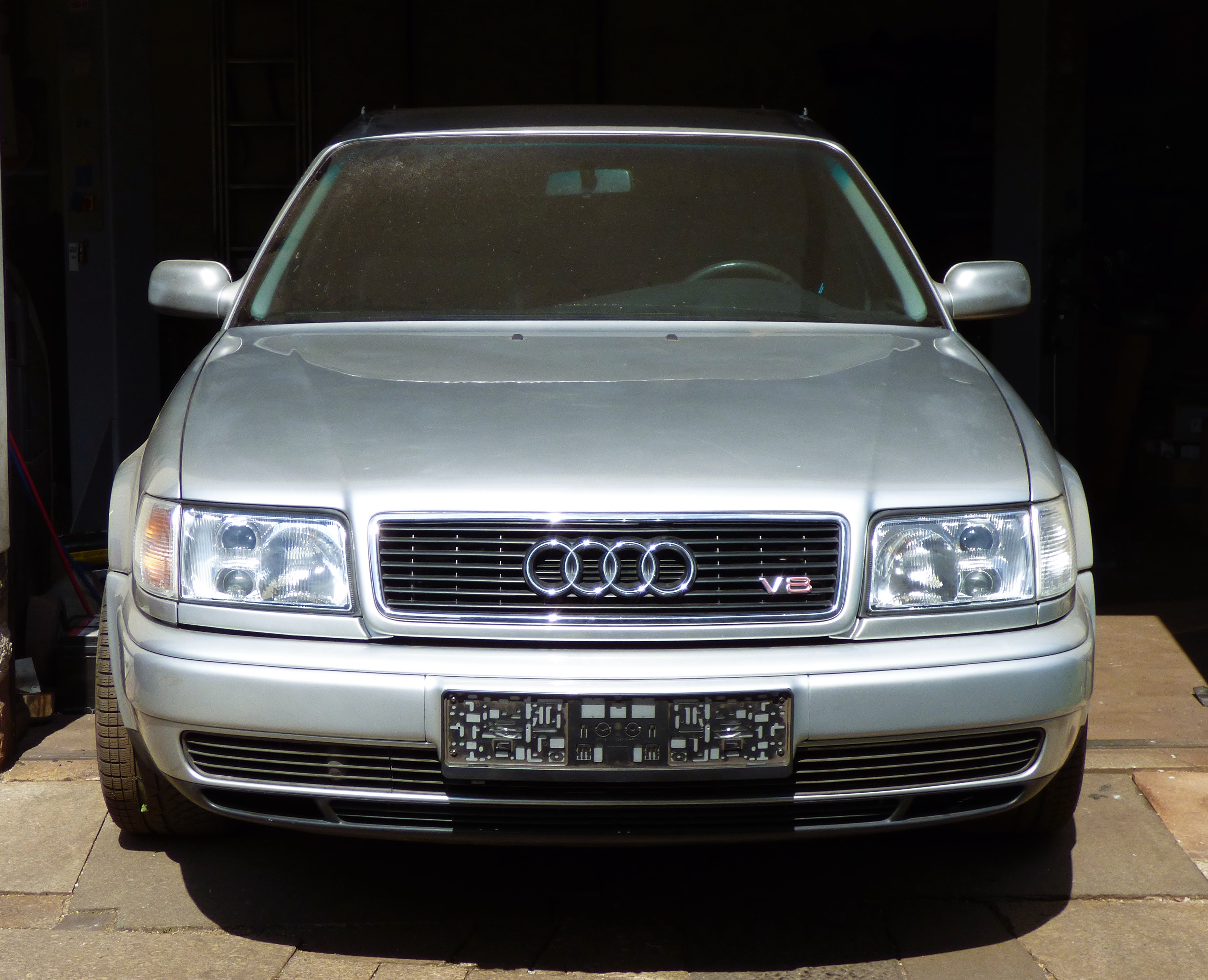
Vorderansicht, S4 4.2
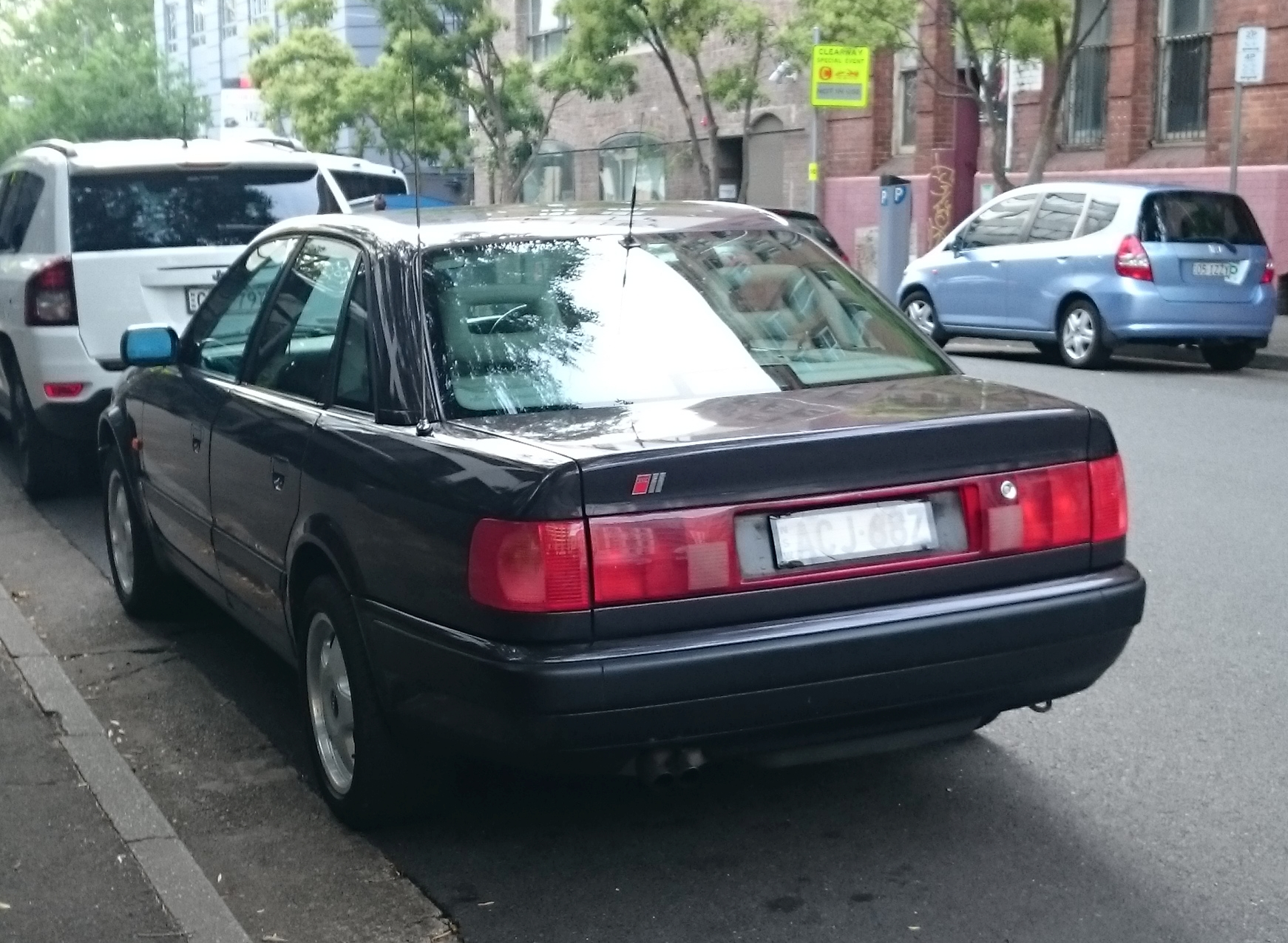
Heckansicht, 20V Turbo
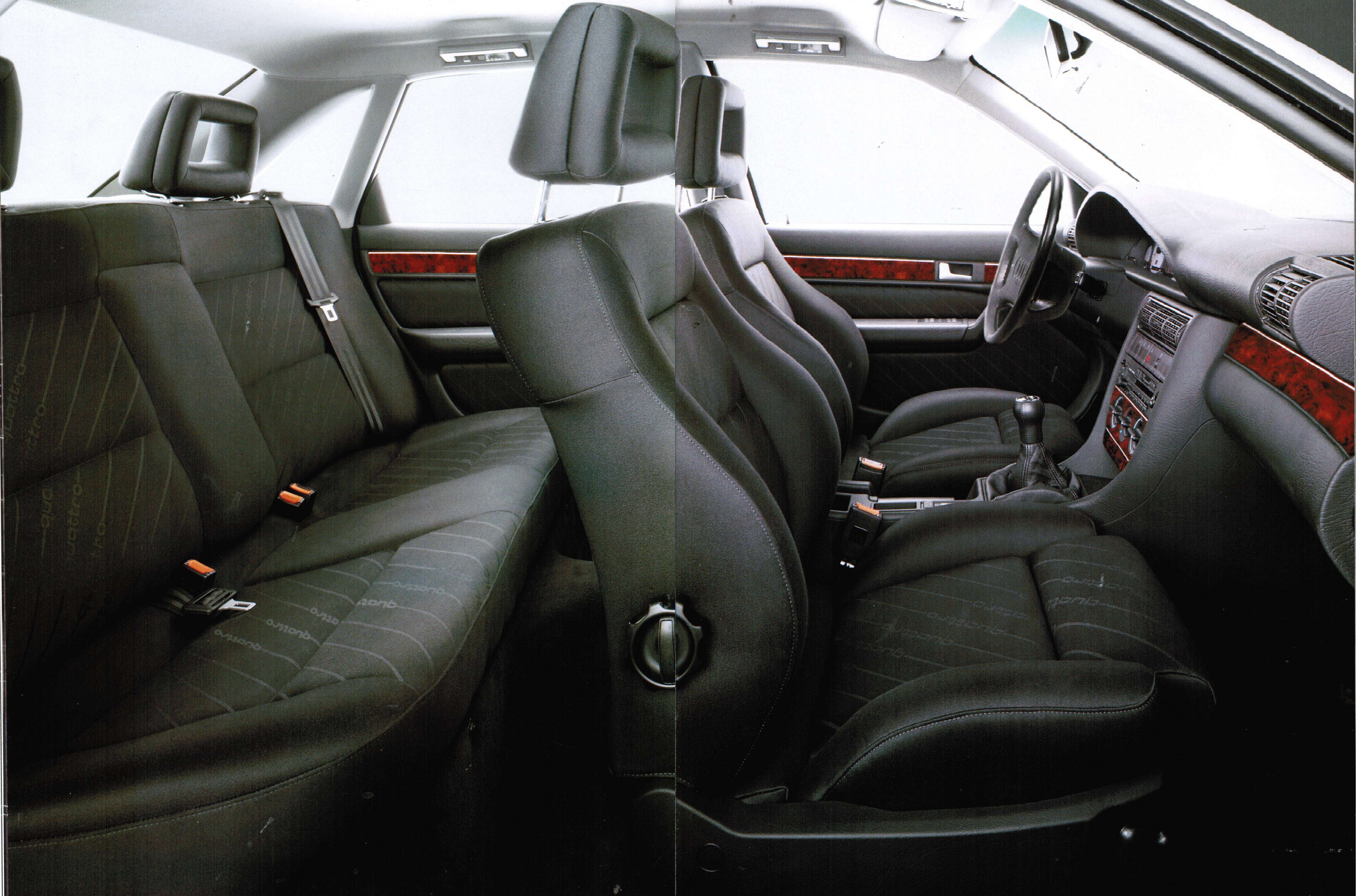
Innenraumansicht
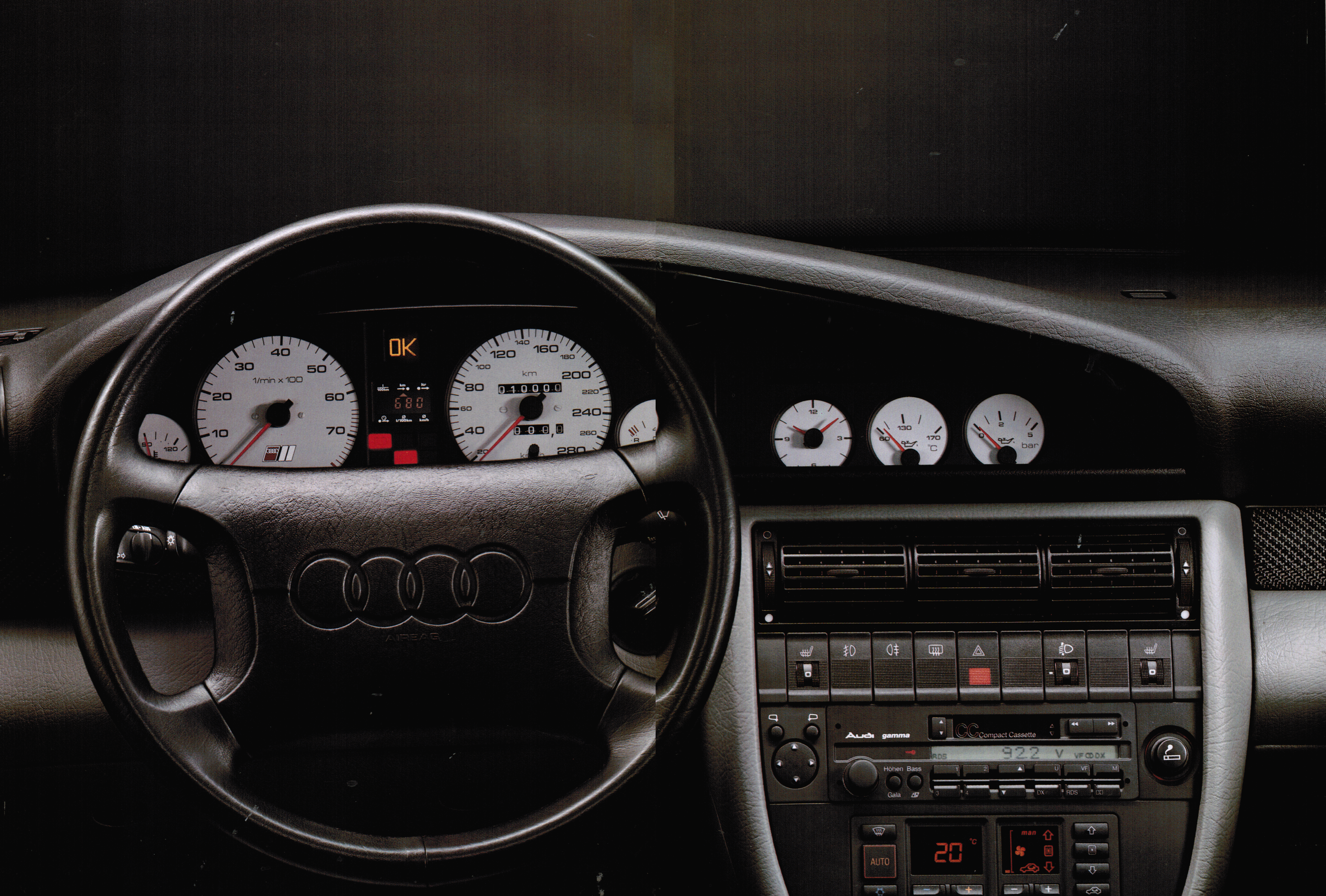
Kombiinstument mit Bordcomputer und Auto-Check
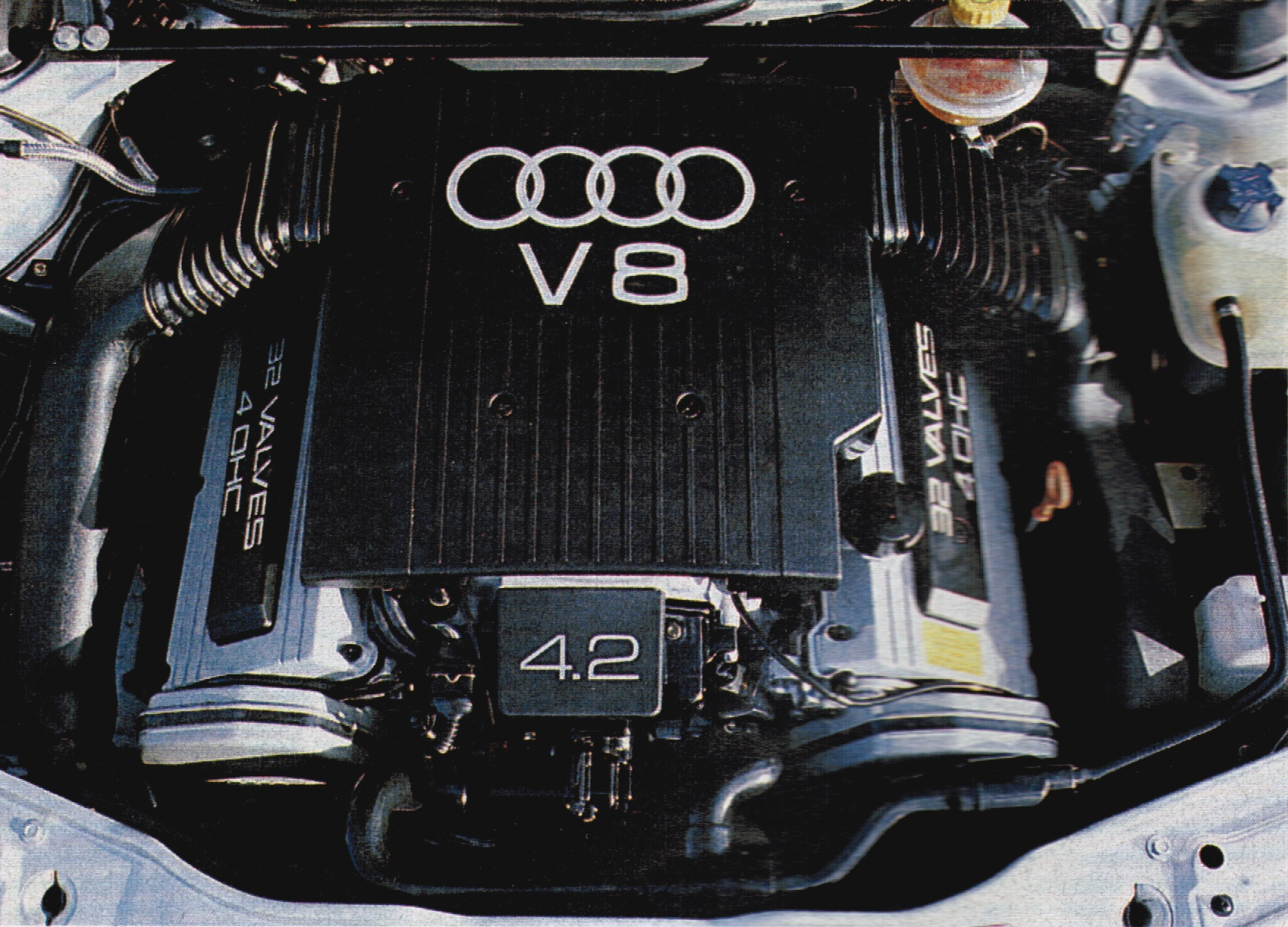
Der S4 C4 mit 4,2 Liter V8 Motor. Aufgrund von nur noch 84 zugelassenen Fahrzeugen in Deutschland (Stand 2024), ein recht selten anzutreffendes Modell.
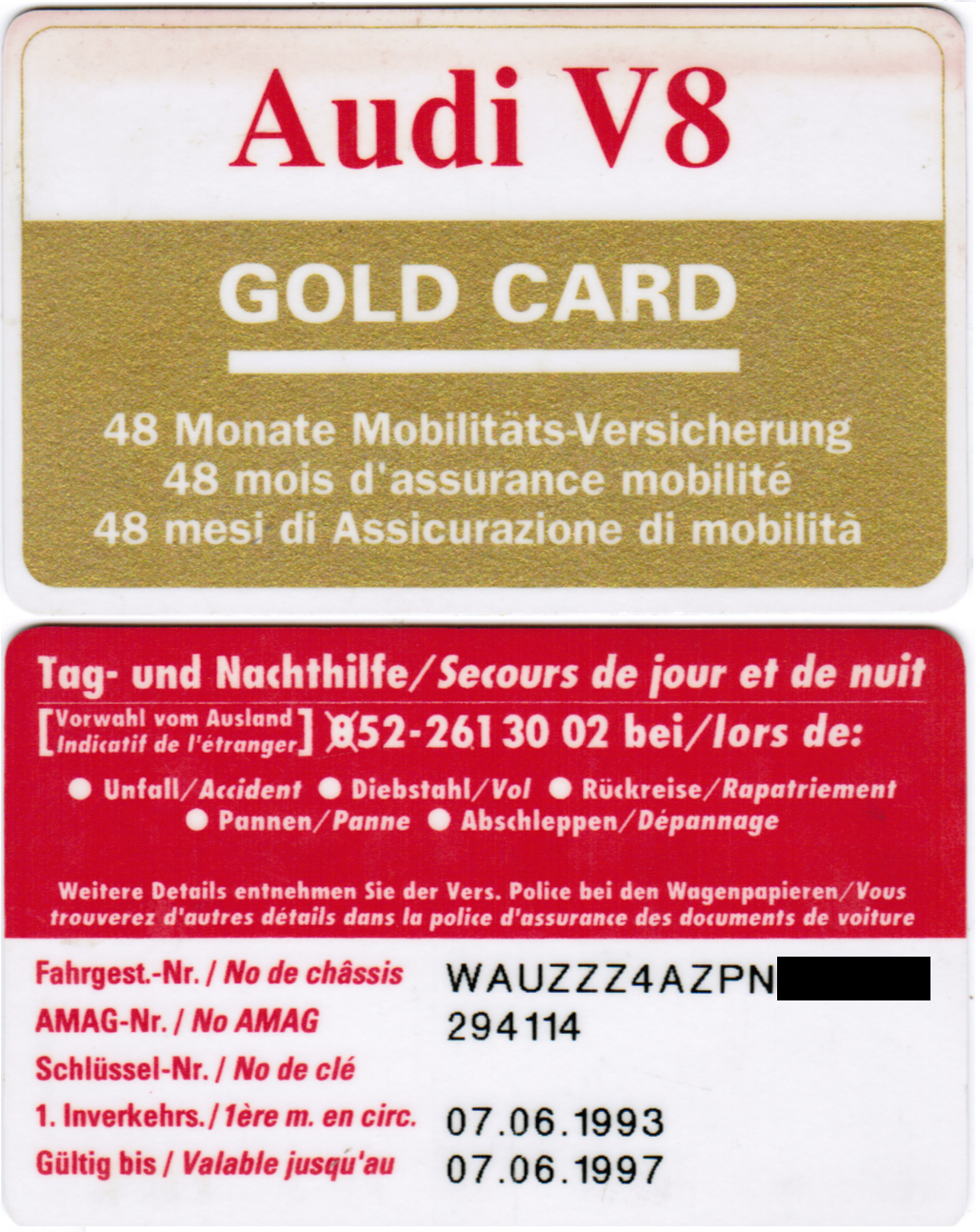
Audi V8 Gold Card, mit 4A Typschlüssel des S4 C4

### Ausstattung und Besonderheiten gegenüber dem Audi 100
Zur Serienausstattung gehört unter anderem das Sicherheitssystem Procon-ten sowie ABS, eine Zentralverriegelung, eine Domstrebe ab Modelljahr 1993, Sportfahrwerk sowie drei Zusatzinstrumente, auf denen sich Uhrzeit, Öltemperatur und Öldruck ablesen lassen. Bordcomputer und ein Autocheck-Display zur Systemüberwachung sowie vier elektrische Fensterheber sind Serie.
Zur wahlweisen Ausstattung gehörten 1993 unter anderem:
- Autotelefonanlage in Mittelarmlehne – 5.660 DM
- Klimatronic (Automatische Klimaanlage) – 4.610 DM
- Lederausstattung inkl. belederten Türverkleidungen in Saidennappa-Leder – 4.320 DM
- Elektrische Sportsitze mit 4-fach Memory-Funktion – 2.875 DM
- BOSE-Soundsystem – 2.570 DM, zzgl. 10-fach CD-Wechsler – 1.145 DM
- Stahl- oder Glasschiebedach mit Vorwählautomatik (Schiebe-/Hebedach) – 2.060 DM
- 3. Sitzbank für die Beförderung zweier Kinder bis 12 Jahren im Kofferraum des Avant – 1.600 DM (nur für V8 Avant)
- Infrarot-Fernbedienung – 1.470 DM
- Gasentladungslampe (Xenon-Scheinwerfer) – 1.400 DM (nur für V8)
- 17"-Leichtmetallfelge auf 245/40, inkl. identischem Ersatzrad – 1.300 DM
- Diebstahlwarnanlage inkl. Anlasssperre – 925 DM
- Scheinwerferreinigungsanlage – 795 DM
- Tempomat – 795 DM
- Sonnenschutzrollos in den Türen des Fond und Kofferraum – 695 DM
- Verstellbare Lenksäule – 435 DM
- Intensivreinigungsanlage – 180 DM

(Preise beziehen sich auf den S4 4.2 Avant)
Für Käufer des V8 Modells gab es Exklusiv die Audi V8 Gold Card, welche ab Kauf eine 4-jährige Mobilitätsgarantie beinhaltet.

### Audi S4 GTO
Der Audi S4 GTO wurde 1992 bis 1994 von Audi für die südafrikanische Tourenwagenserie WesBank Modified eingesetzt. Hierfür sollte erst der Audi 90 IMSA GTO eingesetzt werden. Da dieser jedoch nicht als Serienwagen in Südafrika angeboten wurde, musste auf den Audi S4 zurückgegriffen werden.
Angetrieben wurde der Wagen von einem 2110 cm³ großen Fünfzylinderturbomotor mit 400 kW Leistung, weiter hatte er ein 6-Gang Schaltgetriebe und Allradantrieb. Das Leergewicht betrug 1206 kg.
Pilotiert wurde der S4 GTO unter anderem von Hans-Joachim Stuck und Terry Moss.

### SMS Audi S4 Revo und Revo S
In den 90er Jahren wurden etwa 100 Audi S4 20V Turbo exklusiv von Schmidt Motorsport zum Revo und Revo S umgebaut. Durch umfangreiche Modifikationen an Motor, Turbolader, Motorelektronik und der Abgasanlage leistete der S4 Revo 223kW (303 PS) / 390 Nm, der S4 Revo S 276 kW (375 PS) bei einem Spitzen-Drehmoment von 510 Nm. Der Grundpreis betrug für den Revo 104.850, für den Revo S 142.600 DM.

### Motoren
Es gibt zwei Motorvarianten, einen 2,2-l-Reihenfünfzylinder-Turbomotor mit einer maximalen Leistung von 169 kW (230 PS) und einen 4,2-l-V8-Motor mit 206 kW (280 PS) maximaler Leistung.
Der 2.2 Liter 20V Turbo AAN-Motor ist eine überarbeitete Version des 3B-Motor 162 kW (220 PS) der im Audi S2 verbaut war. Der Rumpfmotor ist im Allgemeinen gleich geblieben. Statt Verteilerzündung (3B) ist im AAN eine Einzelzündung verbaut, mit dieser Zündung leistet der Motor 169 kW (230 PS). Der Motor war mit 5- oder 6-Gang Schaltgetriebe sowie Automatikgetriebe erhältlich.
Der Der 4,2 Liter V8 Motor mit dem Motorkennbuchstaben ABH ist eine hubraumvergrößerte Version des 3.6 Liter V8 (PT) Motors aus dem Audi V8. Der ABH hat insgesamt 32 Ventile mit DOHC-Ventilsteuerung, eine Verdichtung von 10.6 zu 1 und eine Saugrohr Einspritzung mit einer Motronic-Motorsteuerung von Bosch. Der Motor war im S4 nur mit einem 6-Gang-Schaltgetriebe (CBN) wählbar. Er verfügt über 206 kW (280 PS) Leistung sowie 400 Nm Drehmoment.
Es ist der stärkste Serienmotor, den Audi je in einem Audi 100 verbaut hat.

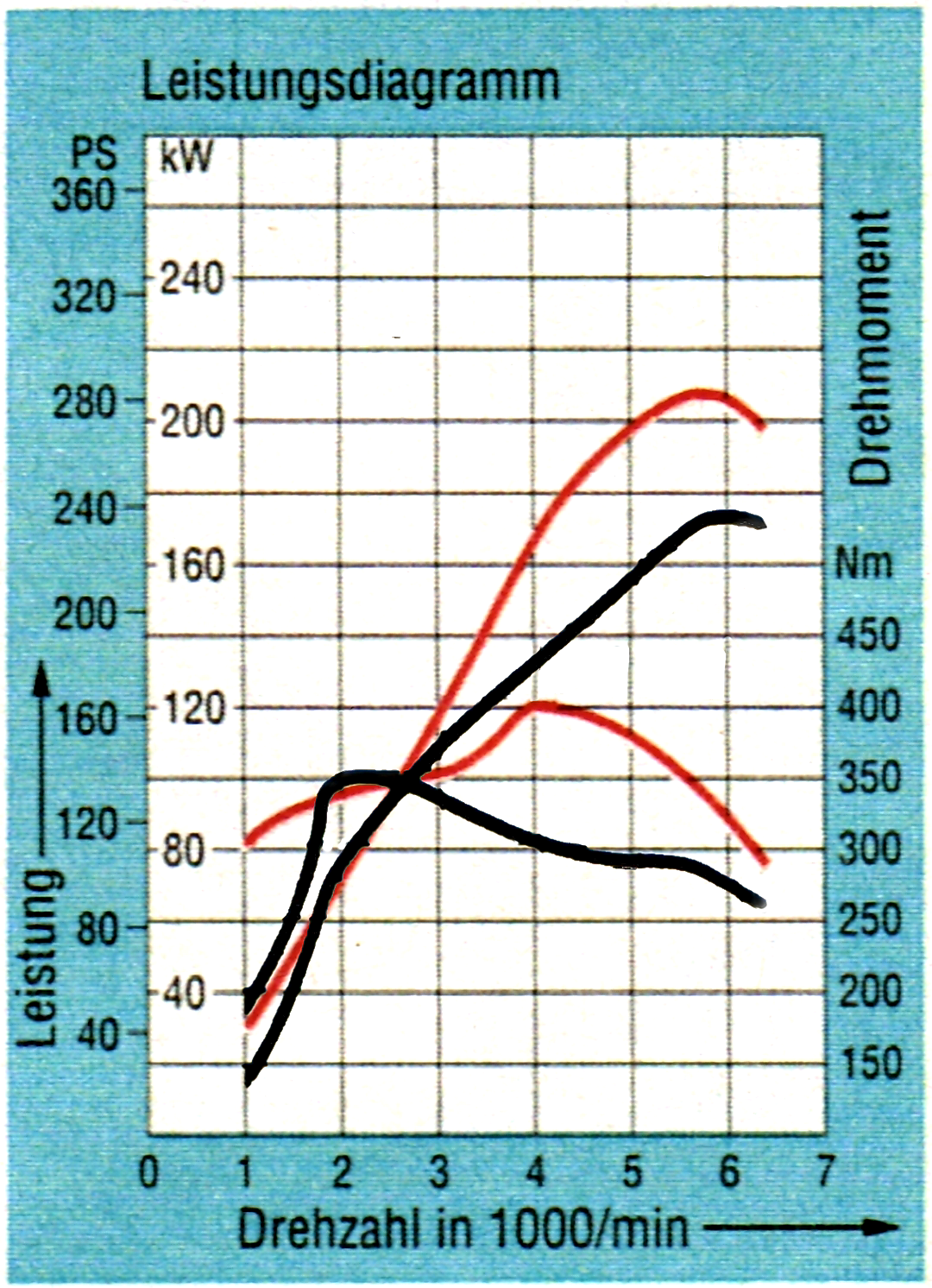
Drehmoment und Leistung des S4 im Vergleich. (V8 rot, 20V Turbo schwarz)

| Modell                                                          | S4 20V Turbo quattro                                   | S4 20V Turbo quattro                                   | S4 V8 quattro         | S4 V8 quattro         |
| --------------------------------------------------------------- | ------------------------------------------------------ | ------------------------------------------------------ | --------------------- | --------------------- |
| Karosserievariante                                              | Limousine                                              | Avant                                                  | Limousine             | Avant                 |
| Motorkennbuchstabe                                              | AAN                                                    | AAN                                                    | ABH                   | ABH                   |
| Motorart                                                        | Ottomotor                                              | Ottomotor                                              | Ottomotor             | Ottomotor             |
| Motorbauart                                                     | Reihenfünfzylinder-Motor                               | Reihenfünfzylinder-Motor                               | Achtzylinder-V-Motor  | Achtzylinder-V-Motor  |
| Motoraufladung                                                  | Turbolader                                             | Turbolader                                             | –                     | –                     |
| Hubraum                                                         | 2226 cm³                                               | 2226 cm³                                               | 4172 cm³              | 4172 cm³              |
| Bohrung × Hub                                                   | 81,0 mm × 86,4 mm                                      | 81,0 mm × 86,4 mm                                      | 84,5 mm × 93,0 mm     | 84,5 mm × 93,0 mm     |
| Ventilanzahl                                                    | 20                                                     | 20                                                     | 32                    | 32                    |
| max. Leistung bei min−1                                         | 169 kW (230 PS)/5900                                   | 169 kW (230 PS)/5900                                   | 206 kW (280 PS)/5800  | 206 kW (280 PS)/5800  |
| max. Drehmoment bei min−1                                       | 350 Nm/1950                                            | 350 Nm/1950                                            | 400 Nm/4000           | 400 Nm/4000           |
| Beschleunigung, 0–100 km/h (Werksangabe)                        | 6,8 s                                                  | 7,1 s                                                  | 6,2 s                 | 6,6 s                 |
| Getriebe                                                        | 5- / 6-Gang Schaltgetriebe, 4-Stufen-Automatikgetriebe | 5- / 6-Gang Schaltgetriebe, 4-Stufen-Automatikgetriebe | 6-Gang-Schaltgetriebe | 6-Gang-Schaltgetriebe |
| Höchstgeschwindigkeit                                           | 244 km/h                                               | 235 km/h                                               | 249 km/h              | 247 km/h              |
| Leergewicht                                                     | 1722 kg                                                | 1759 kg                                                | 1723 kg               | 1753 kg               |
| cW-Wert / Stirnfläche                                           | 0,29 / 2,11 m²                                         | 0,29 / 2,11 m²                                         | 0,29 / 2,11 m²        | 0,29 / 2,11 m²        |
| Kraftstoffverbrauch nach EWG-Richtlinie, kombiniert in l/100 km | 10,7 Super plus                                        | 10,7 Super plus                                        | 11,3 Super plus       | 11,3 Super plus       |
| Bauzeitraum                                                     | 07.1991–07.1994                                        | 07.1991–07.1994                                        | 10.1992–06.1994       | 10.1992–06.1994       |
| Gebaute Stückzahl                                               | 9.286                                                  | 4.654                                                  | 502                   | 1.486                 |
| Gebaute Stückzahl                                               | 13.940                                                 | 13.940                                                 | 1.988                 | 1.988                 |

1. ↑  7,1 s mit 5-Gang Schaltgetriebe (Testergebnis Gute Fahrt, Heft 11/1991, Seite 30)
2. ↑  7,6 s mit 5-Gang Schaltgetriebe (Testergebnis Auto Motor und Sport Heft 21/1991, Seite 63)
3. ↑  6,1 s (Testergebnis Auto Motor und Sport, Heft 26/1993, Seite 38)
4. ↑  6,2 s (Testergebnis Auto Motor und Sport, Heft 13/1993, Seite 56)
5. ↑  6,1 s (Testergebnis Gute Fahrt, Heft 2/1993, Seite 12)

### Zulassungszahlen
Fahrzeugbestand in Deutschland am 1. Januar:
| Datum | Avant V8 | Limousine V8 | Gesamt- Stückzahl | Quelle |
| ----- | -------- | ------------ | ----------------- | ------ |
| 2025  | 65       | 22           | 87                | [ 15 ] |
| 2024  | 63       | 21           | 84                | [ 16 ] |
| 2023  | 71       | 20           | 91                | [ 17 ] |
| 2022  | 72       | 22           | 94                | [ 18 ] |
| 2021  | 76       | 23           | 99                | [ 19 ] |
| 2020  | 73       | 20           | 93                | [ 20 ] |
| 2019  | 83       | 21           | 104               | [ 21 ] |
| 2018  | 91       | 20           | 111               | [ 22 ] |
| 2017  | 93       | 21           | 114               | [ 23 ] |
| 2016  | 100      | 23           | 123               | [ 24 ] |
| 2015  | 109      | 24           | 133               | [ 25 ] |
| 2014  | 129      | 28           | 157               | [ 26 ] |
| 2013  | 144      | 31           | 175               | [ 27 ] |

Anmerkung: Die jährlichen Zulassungszahlen des Audi S4 C4 20V Turbo werden vom Kraftfahrbundesamt nur in Verbindung mit dem Audi S6 C4 20V Turbo veröffentlicht. Eine genaue Angabe über die jährlichen Zulassungszahlen von S4 und S6 ist daher nur für die V8-Modelle möglich. Reimporte werden ebenfalls nicht berücksichtigt.

## S4 B5 (1997–2001)

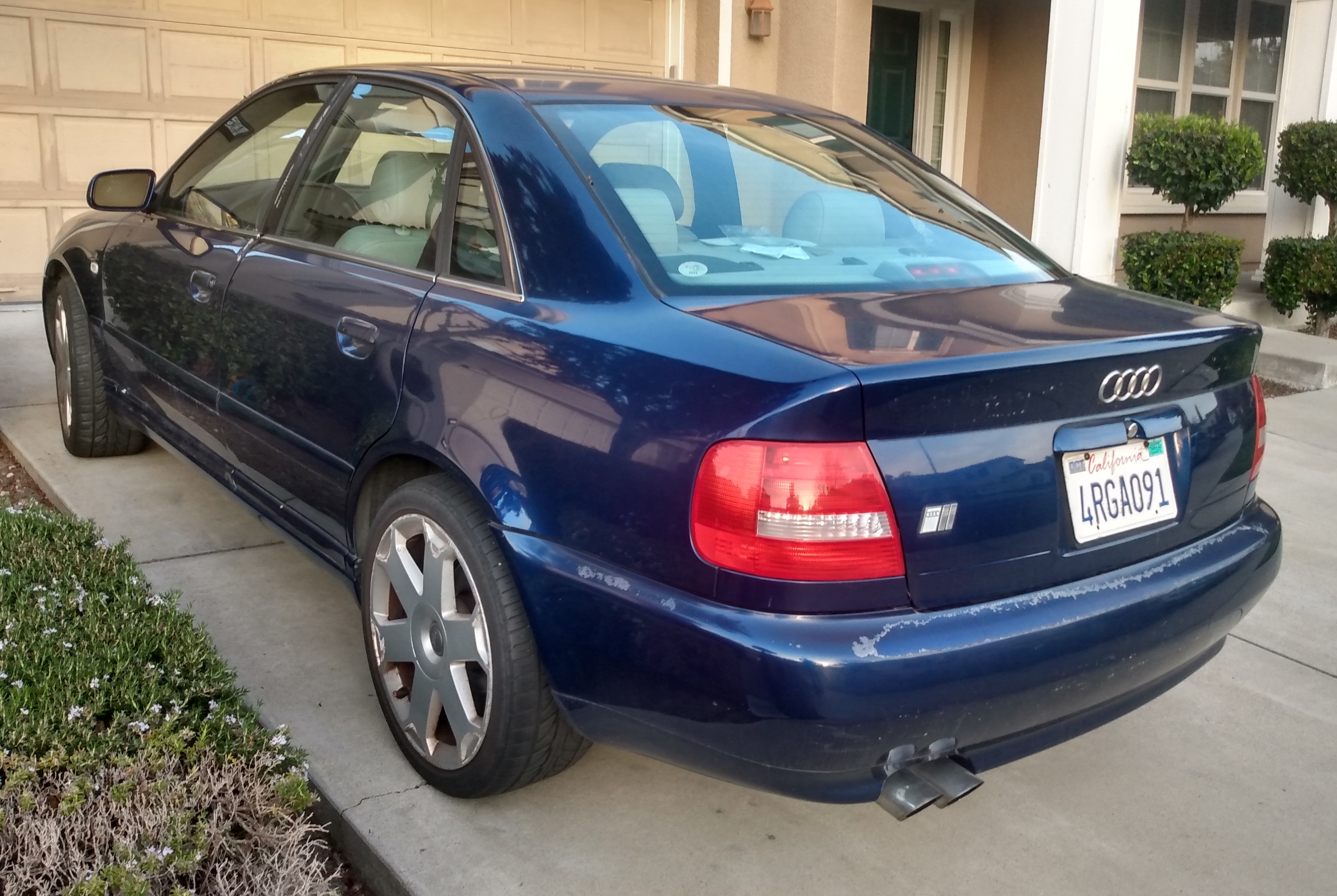
Heckansicht S4 Limousine (1999–2001)

Der S4 der B5-Plattform wurde formal erstmals auf der IAA 1997 gezeigt. Er hat einen 2,7-l-V6-Biturbomotor mit einer maximalen Leistung von 195 kW (265 PS) bei 5800 min−1 und einem maximalen Drehmoment von 400 Nm zwischen 1850 und 3600 min−1. Von 0–100 km/h benötigt er 5,6 Sekunden (Avant 5,7 Sekunden). Die Höchstgeschwindigkeit ist elektronisch abgeregelt bei 250 km/h. Die Leistung wird durch Audis Allradantrieb (quattro) auf die Straße übertragen. Geschaltet wird mit einer Sechsgang-Handschaltung. Ein Automatikgetriebe (Tiptronic in Verbindung mit Lenkradschaltung sowie in Verbindung mit einer Leistungsdrosselung auf eine maximale Leistung von 184 kW/250 PS) war ausschließlich für den ausländischen Markt erhältlich. Der S4 B5 war als Limousine oder Kombi (Avant) erhältlich.
Die Markenzeichen der S-Modelle sind die Schriftzüge am Kühlergrill bzw. Heck, die modifizierten Stoßstangen sowie die Außenspiegelgehäuse aus Aluminium. Letztere wurden jedoch erst gegen Ende der B5-Baureihe verbaut.
Der S4 erhielt wie der A4 B5 Anfang 1999 ein Facelift. Hierbei erhielt der S4 einteilige Klarglasscheinwerfer (Xenon; vorher spezielle, dem S4 vorbehaltene zweiteilige Xenon-Klarglasscheinwerfer), eine neue Heckstoßstange sowie eine leicht abgeänderte Frontstoßstange (ovale statt bisher runde Nebelscheinwerfer). Die weiteren Modifikationen sind mit denen des A4 identisch.

### Technische Daten
| Modell                                                          | S4                                                                | S4 Avant                                                          |
| --------------------------------------------------------------- | ----------------------------------------------------------------- | ----------------------------------------------------------------- |
| Motorkennbuchstabe                                              | AGB/AZB                                                           | AGB/AZB                                                           |
| Motorart                                                        | Ottomotor                                                         | Ottomotor                                                         |
| Motorbauart                                                     | Sechszylinder-V-Motor                                             | Sechszylinder-V-Motor                                             |
| Motoraufladung                                                  | Biturbo-Aufladung                                                 | Biturbo-Aufladung                                                 |
| Hubraum                                                         | 2671 cm³                                                          | 2671 cm³                                                          |
| Bohrung × Hub                                                   | 81,0 mm × 86,4 mm                                                 | 81,0 mm × 86,4 mm                                                 |
| Ventilanzahl                                                    | 30                                                                | 30                                                                |
| max. Leistung bei min−1                                         | 195 kW (265 PS) / 5800                                            | 195 kW (265 PS) / 5800                                            |
| max. Drehmoment bei min−1                                       | 400 Nm / 1850–3600                                                | 400 Nm / 1850–3600                                                |
| Antriebsart, serienmäßig                                        | Permanenter Allradantrieb (quattro) mit Torsen-Mittendifferenzial | Permanenter Allradantrieb (quattro) mit Torsen-Mittendifferenzial |
| Getriebeart, serienmäßig                                        | 6-Gang-Schaltgetriebe                                             | 6-Gang-Schaltgetriebe                                             |
| Getriebeart, optional                                           | –                                                                 | –                                                                 |
| Beschleunigung, 0–100 km/h                                      | 5,6 s                                                             | 5,7 s                                                             |
| Höchstgeschwindigkeit                                           | 250 km/h (1)                                                      | 250 km/h (1)                                                      |
| Kraftstoffverbrauch nach EWG-Richtlinie, kombiniert in l/100 km | 11,3 Super plus                                                   | 11,4 Super plus                                                   |
| Bauzeit                                                         | 1997–2001                                                         | 1997–2001                                                         |

## S4 B6 (2003–2004)
Formal erstmals auf der Mondial de l’Automobile 2002 auf der B6-Plattform vorgestellt und kam Anfang 2003 auf den Markt. Der 4,2-l-V8-Saugmotor basiert auf dem Motor des Audi S8 (D2) und leistet im S4 maximal 253 kW (344 PS). Er wurde um 52 mm gekürzt, um ihn im Motorraum des Mittelklassewagens unterbringen zu können. Dazu wurde der Nockenwellenantrieb auf die Kupplungsseite verlegt und die Nockenwellen über Ketten statt Zahnriemen angetrieben.
Äußerlich unterscheidet sich das Fahrzeug unter anderem durch geänderte Front- und Heckstoßstangen, Außenspiegel in Aluminiumglanz, hervorstehende Türstoßleisten, S4-Embleme und größeren Auspuffendrohre von den normalen A4-Varianten. Ab Werk rollt dieser S4 auf 18-Zoll-Rädern und Reifen im Format 235/40 ZR 18 und ist um 20 Millimeter tiefergelegt.
Der S4 hat Einstiegsleisten mit S4-Schriftzug, ein geändertes Kombiinstrument mit weißen Zeigern, serienmäßig Sportsitze und Xenon-Scheinwerfer.
Der Wagen in der Ausführung mit Sechsgang-Schaltgetriebe beschleunigt laut Werksangabe in 5,6 Sekunden (Avant: 5,8 s; Cabriolet: 5,9 s) von 0–100 km/h. Die Automatikgetriebe-Varianten benötigen dafür zwischen 0,2 und 0,3 Sekunden länger. Die Höchstgeschwindigkeit wird elektronisch auf 250 km/h begrenzt.
Wie auch der Vorgänger ist das Fahrzeug serienmäßig mit Torsen-Allradantrieb (quattro) mit symmetrischer Drehmomentaufteilung (50 : 50) zwischen Vorder- und Hinterrädern ausgestattet. Geschaltet wird mit einem vollsynchronisierten Sechsgang-Schaltgetriebe oder mittels optionalem Sechs-Stufen-Automatikgetriebe (Tiptronic), die wahlweise per Wipptasten am Lenkrad geschaltet werden kann.
Ab der B6-Generation war der S4 neben der Limousine und dem Kombi auch als Cabriolet erhältlich.

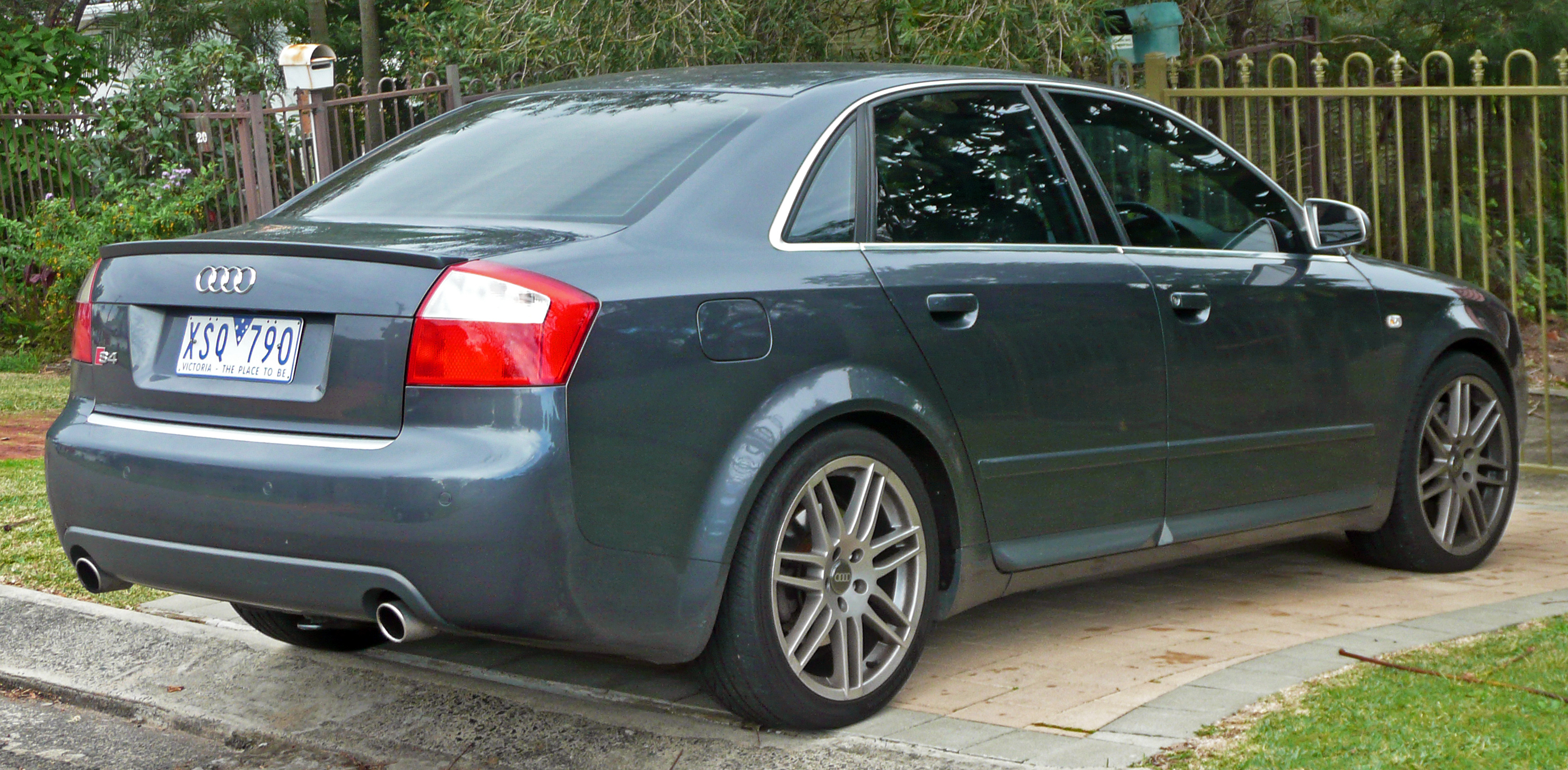
Heckansicht Limousine
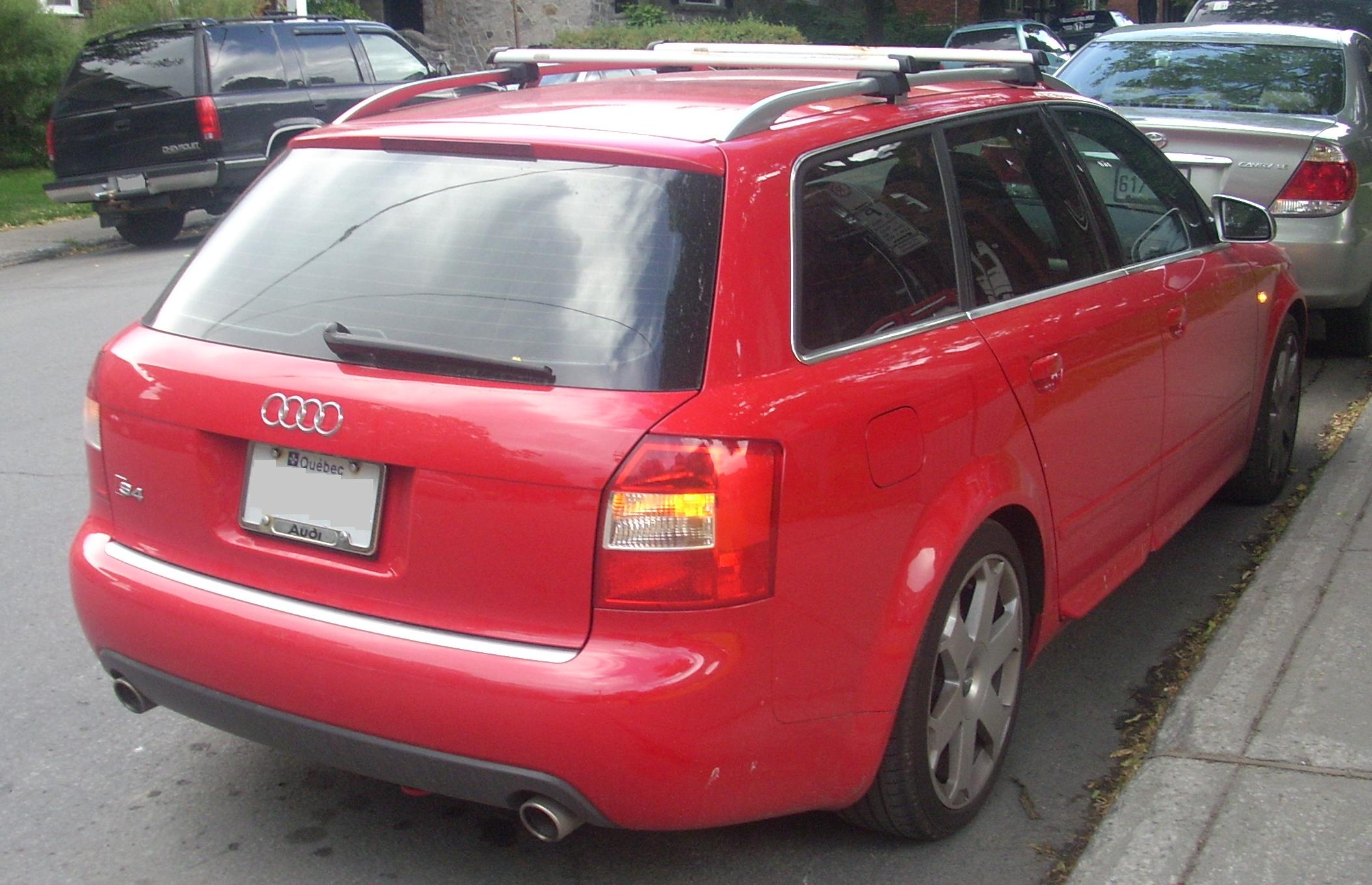
Heckansicht Avant
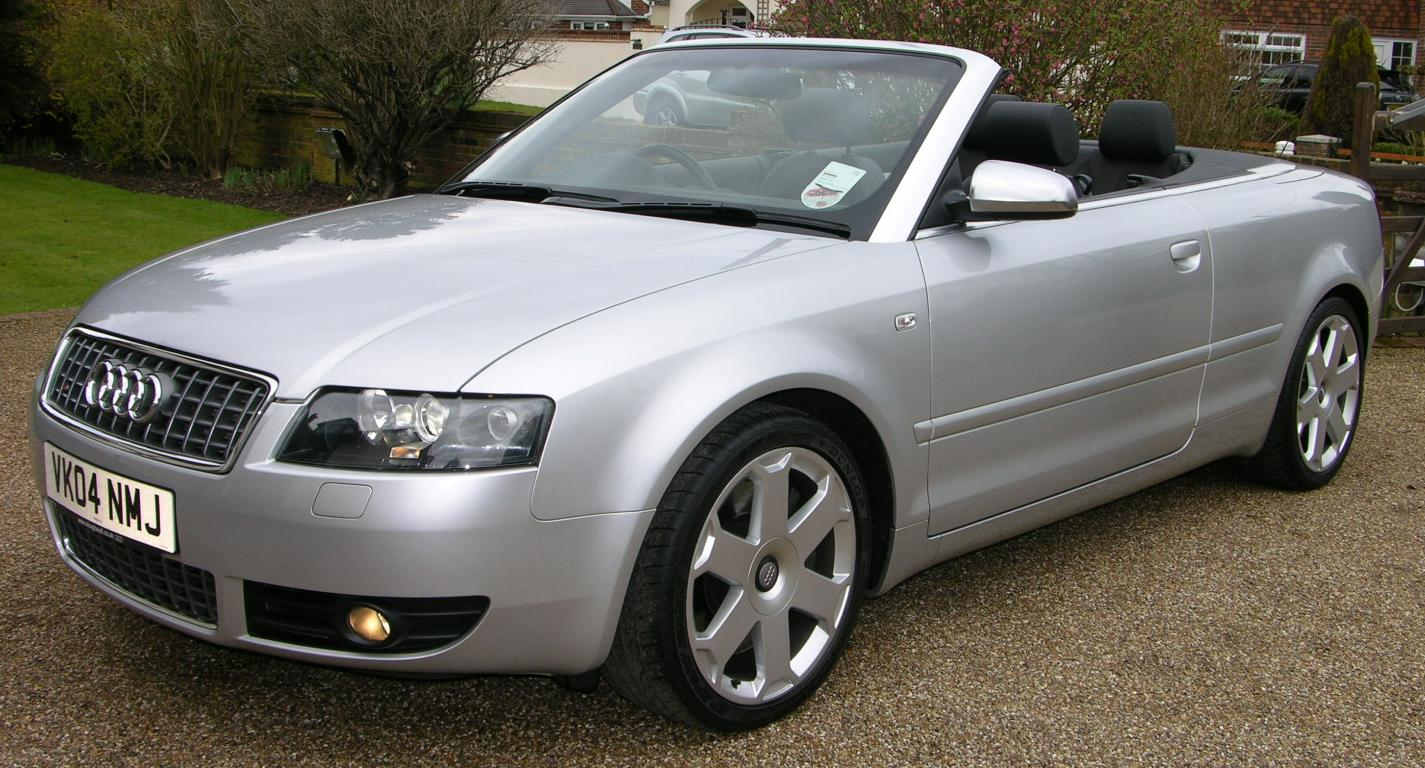
Frontansicht Cabriolet
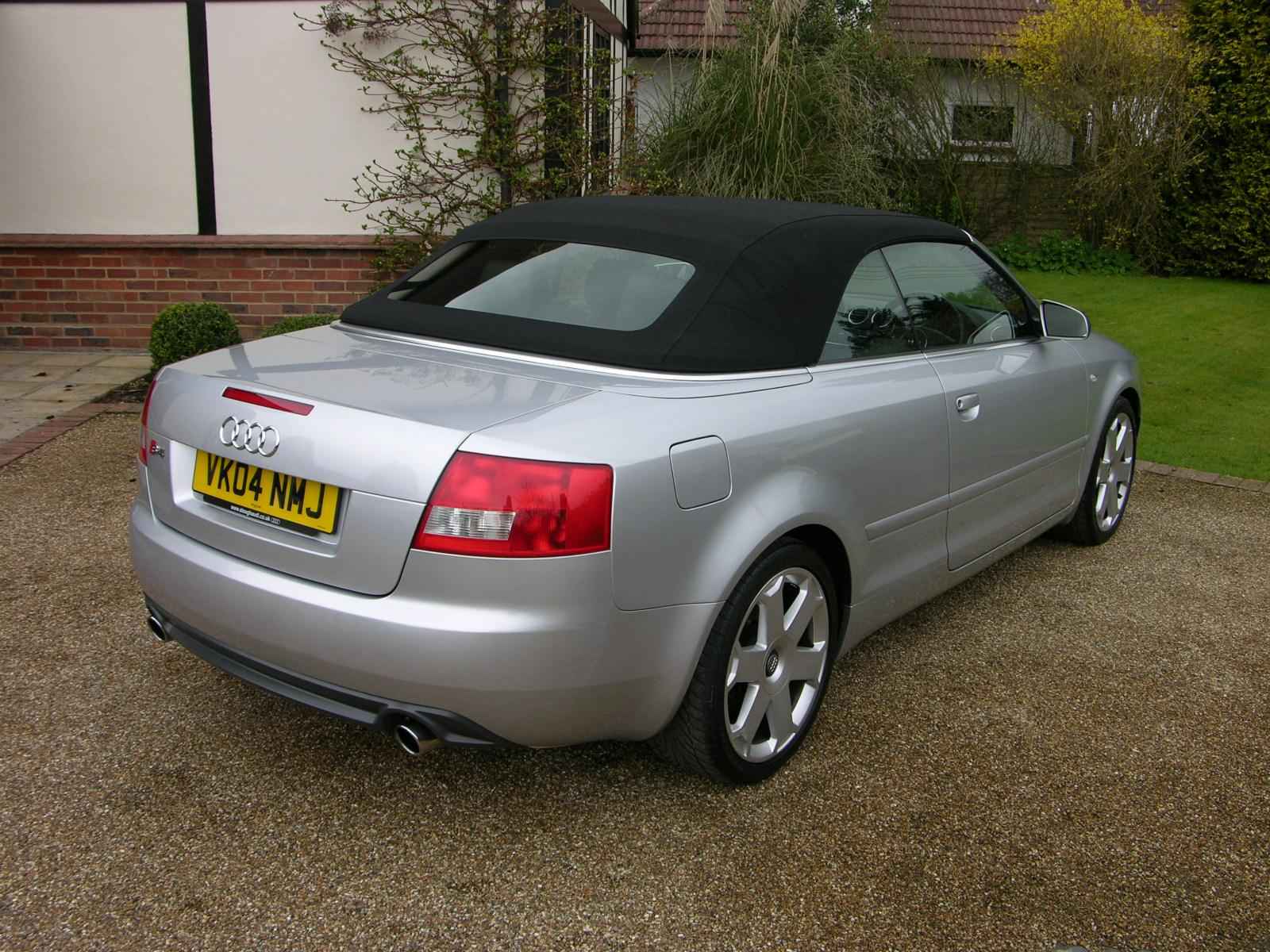
Heckansicht Cabriolet

### Technische Daten
| Modell                                                          | S4                                                                | S4 Avant                                                          | S4 Cabriolet                                                      |
| --------------------------------------------------------------- | ----------------------------------------------------------------- | ----------------------------------------------------------------- | ----------------------------------------------------------------- |
| Motorkennbuchstabe                                              | BBK                                                               | BBK                                                               | BBK                                                               |
| Motorart                                                        | Ottomotor                                                         | Ottomotor                                                         | Ottomotor                                                         |
| Motorbauart                                                     | Achtzylinder-V-Motor                                              | Achtzylinder-V-Motor                                              | Achtzylinder-V-Motor                                              |
| Hubraum                                                         | 4163 cm³                                                          | 4163 cm³                                                          | 4163 cm³                                                          |
| Bohrung × Hub                                                   | 84,5 mm × 92,8 mm                                                 | 84,5 mm × 92,8 mm                                                 | 84,5 mm × 92,8 mm                                                 |
| Ventilanzahl                                                    | 40                                                                | 40                                                                | 40                                                                |
| max. Leistung bei min−1                                         | 253 kW (344 PS)/7000                                              | 253 kW (344 PS)/7000                                              | 253 kW (344 PS)/7000                                              |
| max. Drehmoment bei min−1                                       | 410 Nm / 3500                                                     | 410 Nm / 3500                                                     | 410 Nm / 3500                                                     |
| Antriebsart, serienmäßig                                        | Permanenter Allradantrieb (quattro) mit Torsen-Mittendifferenzial | Permanenter Allradantrieb (quattro) mit Torsen-Mittendifferenzial | Permanenter Allradantrieb (quattro) mit Torsen-Mittendifferenzial |
| Getriebeart, serienmäßig                                        | 6-Gang-Schaltgetriebe                                             | 6-Gang-Schaltgetriebe                                             | 6-Gang-Schaltgetriebe                                             |
| Getriebeart, optional                                           | [6-Stufen-Automatikgetriebe Tiptronic]                            | [6-Stufen-Automatikgetriebe Tiptronic]                            | [6-Stufen-Automatikgetriebe Tiptronic]                            |
| Beschleunigung, 0–100 km/h                                      | 5,6 s [5,8 s]                                                     | 5,8 s [5,9 s]                                                     | 5,9 s [6,2 s]                                                     |
| Höchstgeschwindigkeit                                           | 250 km/h (1)                                                      | 250 km/h (1)                                                      | 250 km/h (1)                                                      |
| Kraftstoffverbrauch nach EWG-Richtlinie, kombiniert in l/100 km | 13,3 [12,3] Super plus                                            | 13,4 [12,3] Super plus                                            | 13,8 [12,6] Super plus                                            |
| Bauzeit                                                         | 03/2003–12/2004                                                   | 03/2003–12/2004                                                   | 03/2003–12/2004                                                   |

## S4 B7 (2004–2009)
Der S4 B7 wurde wiederum auf der Mondial de l’Automobile im Oktober 2004 zum Facelift des Audi A4 B6 als Limousine und Avant vorgestellt. Anfang 2006 erschien das Cabriolet, weshalb sich die Bauzeit von B6 und B7 auch überschnitten.
Im Vergleich zum B6 wurden das Design und Fahrwerkskomponenten überarbeitet. Der Motor leistet wie im Vorgänger maximal 253 kW (344 PS) und wird serienmäßig mit Sechsgang-Schaltgetriebe angeboten. Optional war ein Automatikgetriebe lieferbar.
Äußerlich ähnelt dieser S4 durch die identischen Front- und Heckstoßstangen des S line Exterieurpaket auf den ersten Blick dem „normalen“ A4. Lediglich der geänderte Kühlergrill, die Außenspiegel in Aluminiumoptik, ausgestellten Türstoßleisten und vier ovale Auspuffendrohre heben diesen S4 von den anderen Modellen ab.
Der Basispreis lag bei etwa 54.000 Euro (Avant ca. 55.000 Euro; Cabriolet 62.000 Euro). (Stand: Januar 2006)
Im Jahr 2005 verkaufte Audi in den USA anlässlich des 25. Produktionsjubiläums des Audi Quattro ein auf 250 Stück begrenztes Sondermodell „25quattro“ des Audi S4, das mit den Stoßfängern des in Europa unter dem Namen Audi A4 DTM Edition bekannten Sondermodells ausgestattet war. Der Antrieb blieb jedoch identisch mit dem der restlichen Audi S4 des Modelljahres.

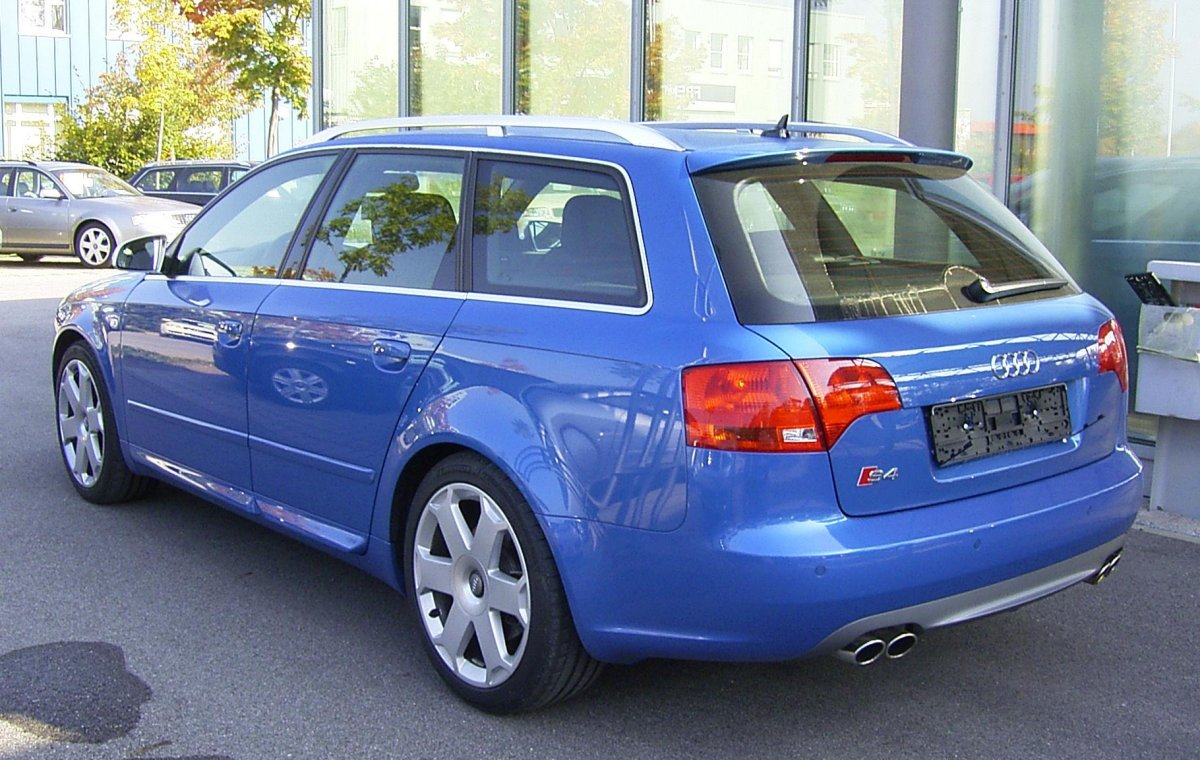
Audi S4 Avant (2004–2008)
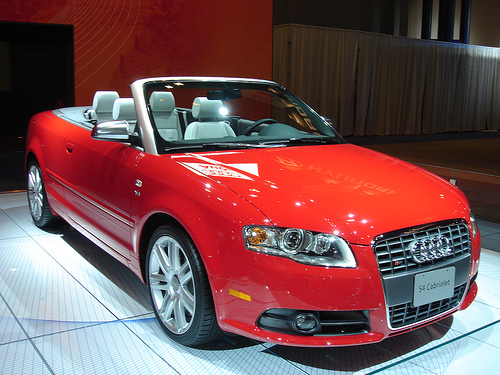
Audi S4 Cabrio (2006–2009)

### Technische Daten
| Modell                                                          | S4                                                                          | S4 Avant                                                                    | S4 Cabriolet                                                                |
| --------------------------------------------------------------- | --------------------------------------------------------------------------- | --------------------------------------------------------------------------- | --------------------------------------------------------------------------- |
| Motorkennbuchstabe                                              | BBK                                                                         | BBK                                                                         | BBK                                                                         |
| Motorart                                                        | Ottomotor                                                                   | Ottomotor                                                                   | Ottomotor                                                                   |
| Motorbauart                                                     | Achtzylinder-V-Motor                                                        | Achtzylinder-V-Motor                                                        | Achtzylinder-V-Motor                                                        |
| Hubraum                                                         | 4163 cm³                                                                    | 4163 cm³                                                                    | 4163 cm³                                                                    |
| Bohrung × Hub                                                   | 84,5 mm × 92,8 mm                                                           | 84,5 mm × 92,8 mm                                                           | 84,5 mm × 92,8 mm                                                           |
| Ventilanzahl                                                    | 40                                                                          | 40                                                                          | 40                                                                          |
| max. Leistung bei min−1                                         | 253 kW (344 PS)/7000                                                        | 253 kW (344 PS)/7000                                                        | 253 kW (344 PS)/7000                                                        |
| max. Drehmoment bei min−1                                       | 410 Nm / 3500                                                               | 410 Nm / 3500                                                               | 410 Nm / 3500                                                               |
| Antriebsart, serienmäßig                                        | Permanenter Allradantrieb (quattro) mit selbstsperrendem Mittendifferenzial | Permanenter Allradantrieb (quattro) mit selbstsperrendem Mittendifferenzial | Permanenter Allradantrieb (quattro) mit selbstsperrendem Mittendifferenzial |
| Getriebeart, serienmäßig                                        | 6-Gang-Schaltgetriebe                                                       | 6-Gang-Schaltgetriebe                                                       | 6-Gang-Schaltgetriebe                                                       |
| Getriebeart, optional                                           | [6-Stufen-Automatikgetriebe Tiptronic]                                      | [6-Stufen-Automatikgetriebe Tiptronic]                                      | [6-Stufen-Automatikgetriebe Tiptronic]                                      |
| Beschleunigung, 0–100 km/h                                      | 5,6 s [5,8 s]                                                               | 5,8 s [5,9 s]                                                               | 5,9 s [6,2 s]                                                               |
| Höchstgeschwindigkeit                                           | 250 km/h (1)                                                                | 250 km/h (1)                                                                | 250 km/h (1)                                                                |
| Kraftstoffverbrauch nach EWG-Richtlinie, kombiniert in l/100 km | 13,3 [12,3] Super plus                                                      | 13,4 [12,3] Super plus                                                      | 13,3 [12,1] Super plus                                                      |
| Bauzeit                                                         | 2005–2008                                                                   | 2005–2008                                                                   | 2005–2008                                                                   |

## S4 B8 (2008–2015)
Auf Basis des A4 B8 wurde die fünfte S4-Generation im Oktober 2008 auf der Mondial de l’Automobile in Paris als Limousine und Kombi (Avant) vorgestellt.
Bestellt werden konnte der S4 ab November 2008, während die Auslieferung der Modelle im März 2009 begann.
Als Motor kommt ein 3,0-l-V6-Motor mit Benzindirekteinspritzung und Kompressor-Aufladung zum Einsatz. Dieser leistet maximal 245 kW (333 PS) und erreicht ein maximales Drehmoment von 440 Nm ab 2900 min−1. Im Gegensatz zum 8 kW (11 PS) stärkeren 4,2-l-V8-Motor aus dem Vorgängermodell, sank der Verbrauch um bis zu 3,9 Liter pro 100 Kilometer. Als Getriebe stehen serienmäßig ein Sechsgang-Schaltgetriebe oder optional das neue Siebenstufen-Doppelkupplungsgetriebe S tronic zur Verfügung. Weiterhin gibt es einen heckbetonten quattro-Allradantrieb mit optionalem Sportdifferenzial. Vom A4 unterscheidet sich der S4 hauptsächlich durch eine um 20 Millimeter tiefergelegte Karosserie mit Sportfahrwerk, silberfarbene Außenspiegelkappen, geänderte Schürzen und vierflutige Auspuffendrohre.

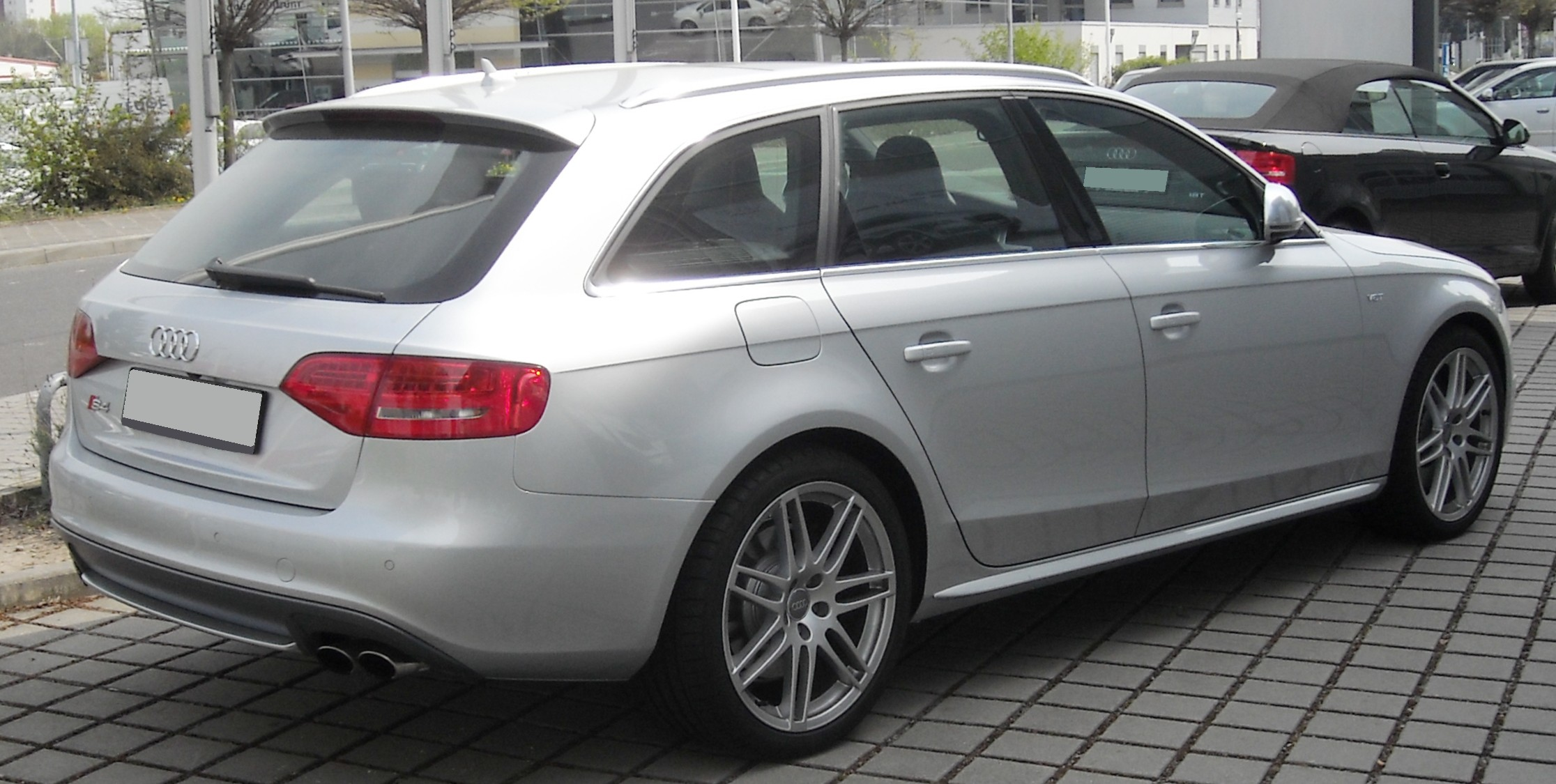
Heckansicht Avant (2008–2011)
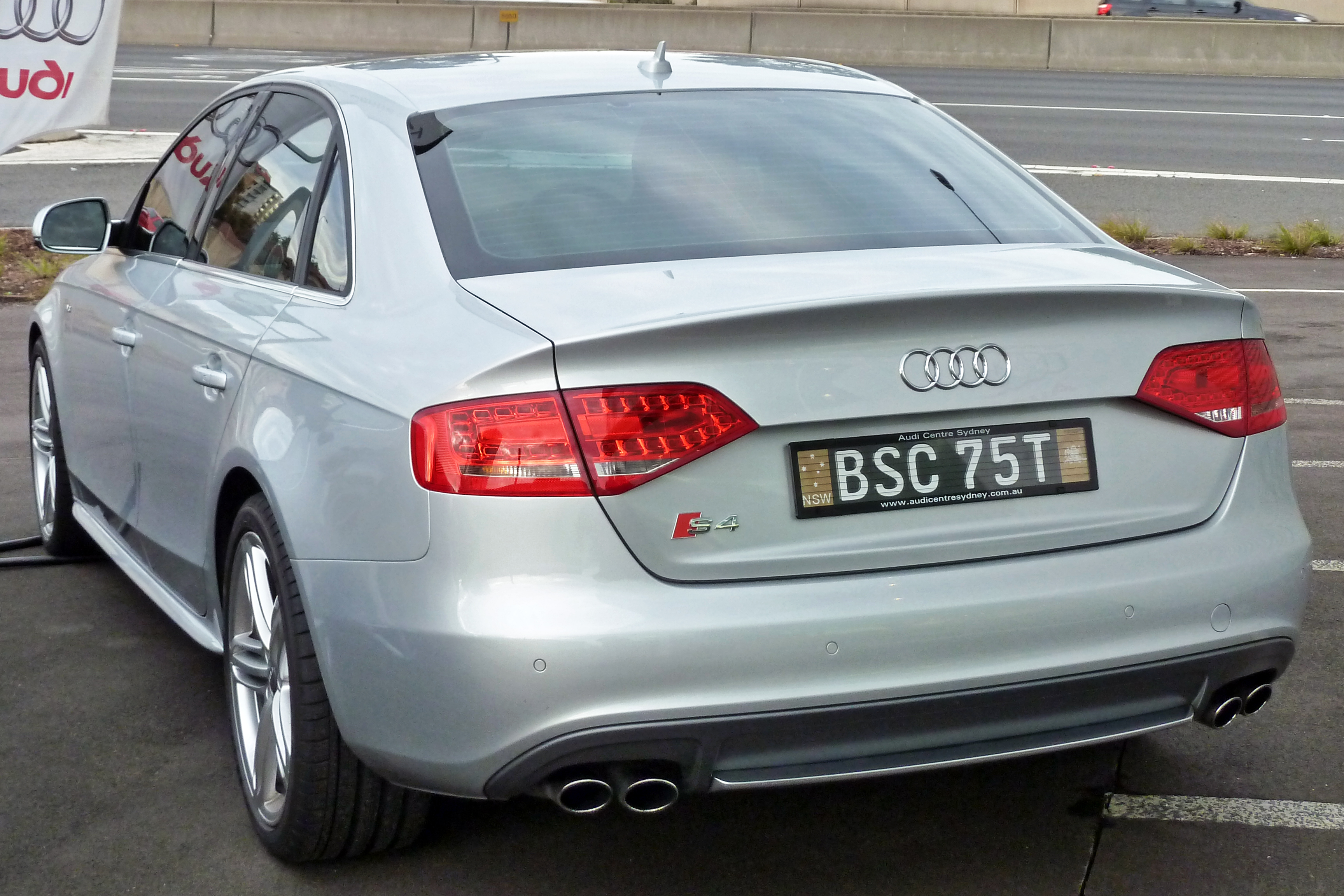
Heckansicht Limousine (2008–2011)

### Modellpflege
Im Oktober 2011 gab es für den S4 parallel zum A4 ein Facelift. Dabei wurde der Verbrauch des Motors gesenkt (8,1 l für die Limousine und 8,4 l für den Avant) und es wurde nur noch das 7-Gang-Doppelkupplungsgetriebe angeboten. Die Limousine beschleunigt jetzt in 5,0 s (Avant: 5,1 s) von 0 auf 100 km/h.
Mitte 2015 endete die Fertigung, da der Modellwechsel zum B9 bevorstand.

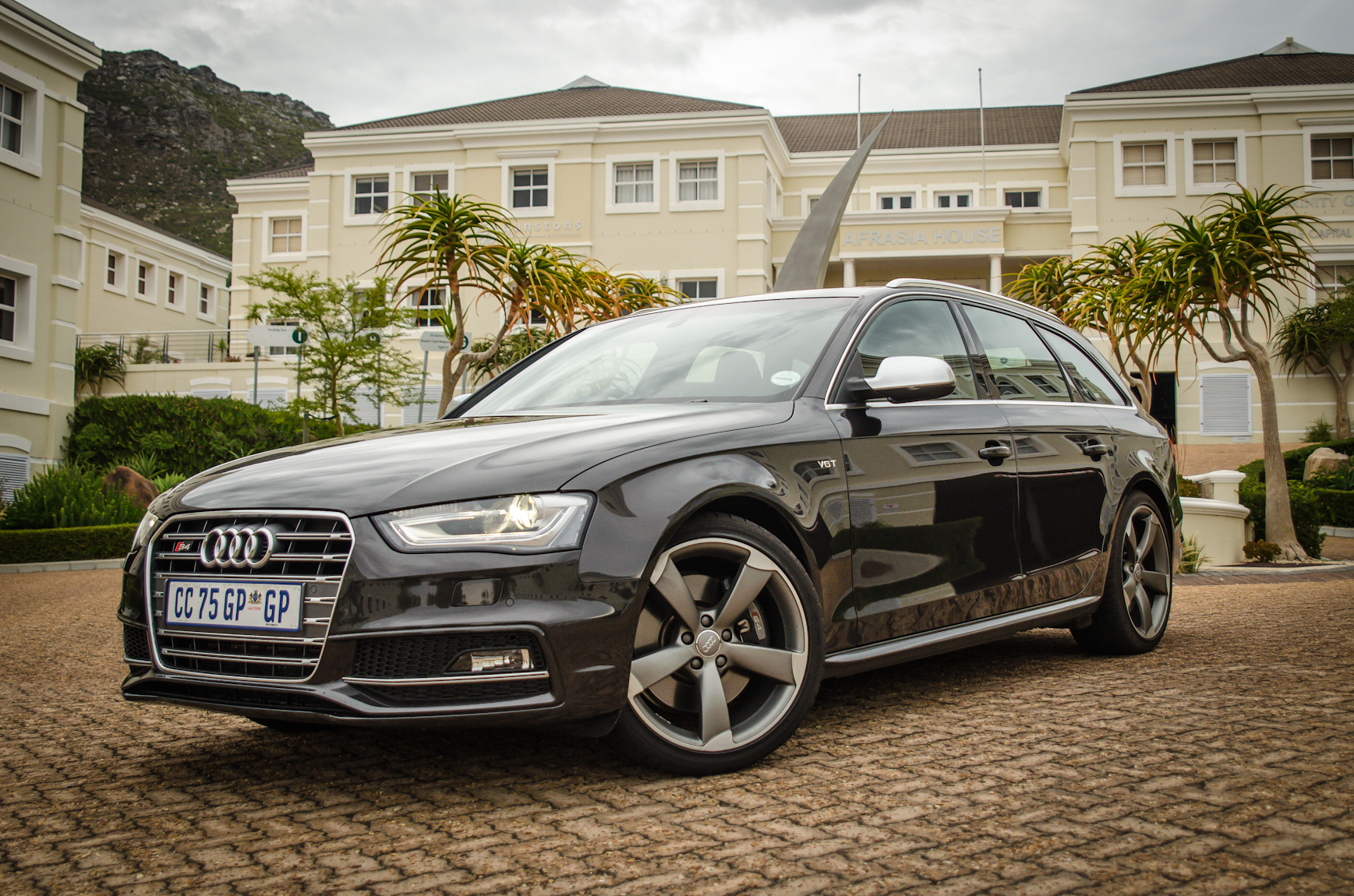
Audi S4 Avant (2011–2015)
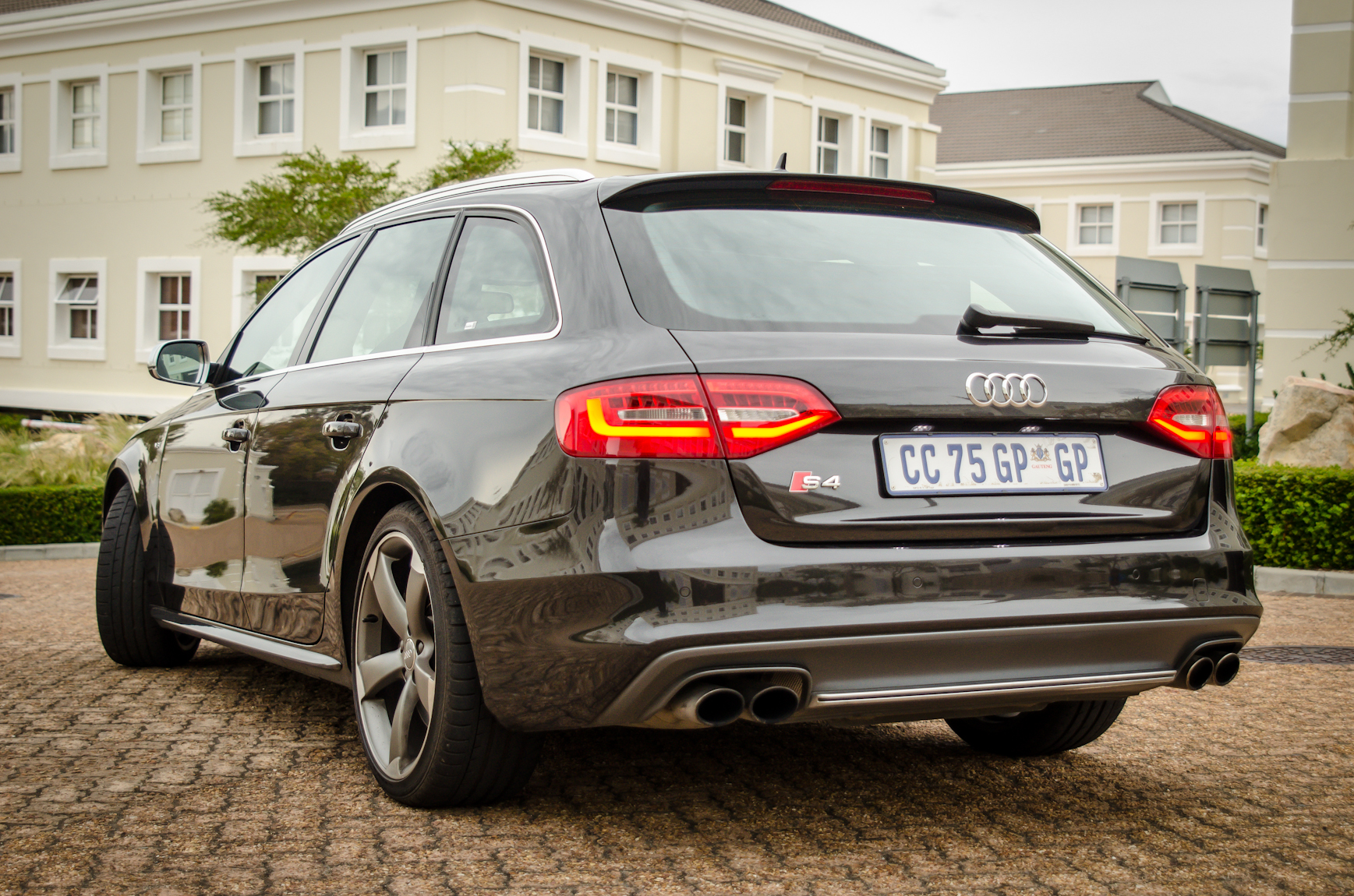
Heckansicht
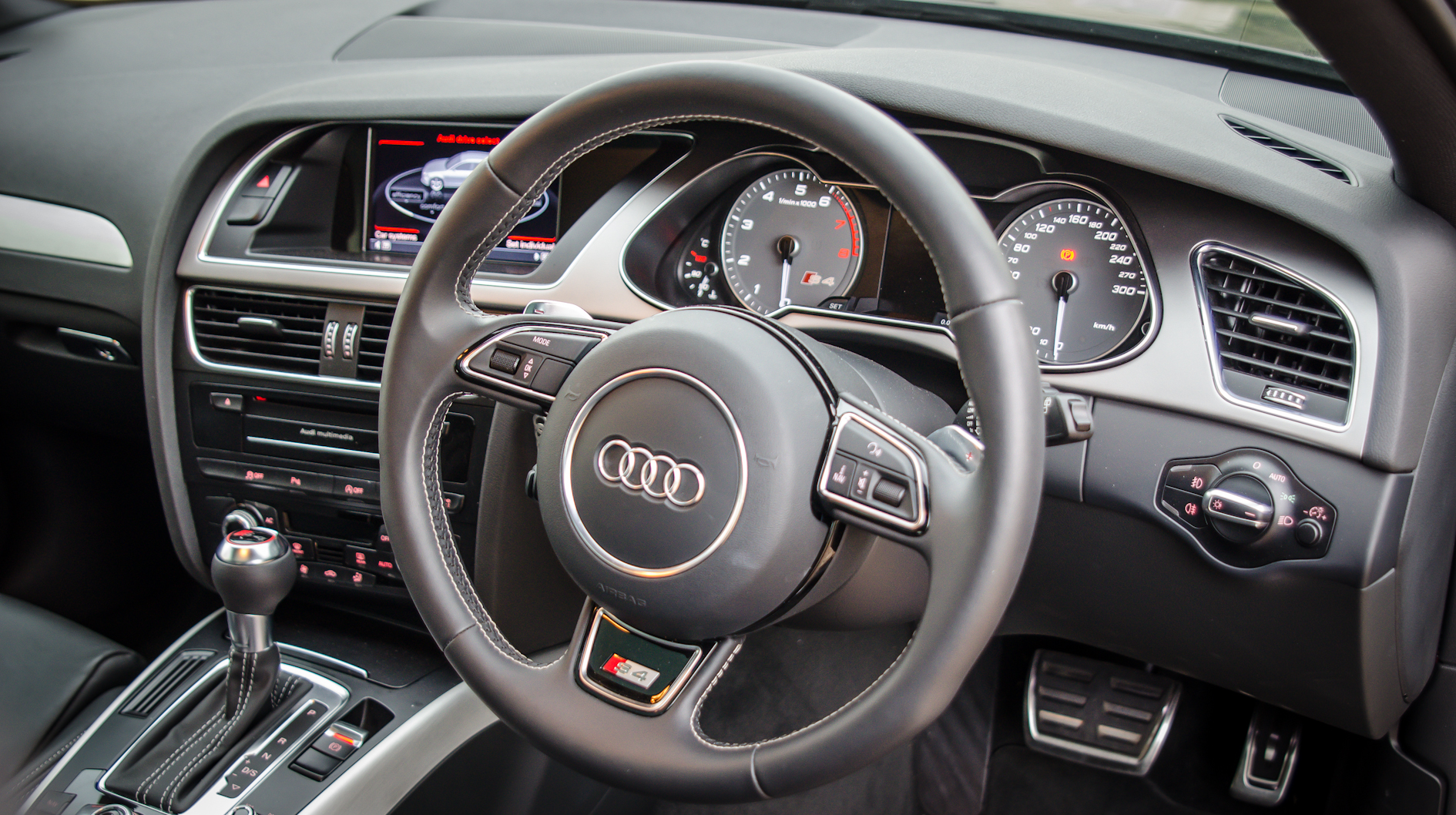
Innenraum

### Technische Daten
|                                            | Limousine                                                                   | Avant                                                                       |
| ------------------------------------------ | --------------------------------------------------------------------------- | --------------------------------------------------------------------------- |
| Bauzeitraum                                | 11/2008–06/2015                                                             | 11/2008–06/2015                                                             |
| Motorart                                   | Ottomotor                                                                   | Ottomotor                                                                   |
| Motorbauart                                | V6                                                                          | V6                                                                          |
| Motoraufladung                             | Kompressor                                                                  | Kompressor                                                                  |
| Gemischaufbereitung                        | Benzindirekteinspritzung                                                    | Benzindirekteinspritzung                                                    |
| Hubraum                                    | 2995 cm³                                                                    | 2995 cm³                                                                    |
| Ventilanzahl                               | 24                                                                          | 24                                                                          |
| max. Leistung bei min−1                    | 245 kW (333 PS) / 5500–7000                                                 | 245 kW (333 PS) / 5500–7000                                                 |
| max. Drehmoment bei min−1                  | 440 Nm / 2900–5300                                                          | 440 Nm / 2900–5300                                                          |
| Antriebsart, serienmäßig                   | Permanenter Allradantrieb (quattro) mit selbstsperrendem Mittendifferenzial | Permanenter Allradantrieb (quattro) mit selbstsperrendem Mittendifferenzial |
| Getriebeart, serienmäßig                   | 6-Gang-Schaltgetriebe (1)                                                   | 6-Gang-Schaltgetriebe (1)                                                   |
| Getriebeart, optional                      | 7-Gang-Doppelkupplungsgetriebe S tronic                                     | 7-Gang-Doppelkupplungsgetriebe S tronic                                     |
| Leergewicht                                | 1725–1780 kg                                                                | 1780–1825 kg                                                                |
| maximale Zuladung                          | 550 kg                                                                      | 570 kg                                                                      |
| Beschleunigung, 0–100 km/h                 | 5,0–5,3 s                                                                   | 5,1–5,4 s                                                                   |
| Höchstgeschwindigkeit                      | 250 km/h (2)                                                                | 250 km/h (2)                                                                |
| Kraftstoffverbrauch auf 100 km, kombiniert | 7,7–10,0 l Super                                                            | 7,8–10,2 l Super                                                            |
| CO2-Emission, kombiniert                   | 178–234 g/km                                                                | 180–239 g/km                                                                |
| Abgasnorm nach EU-Klassifikation           | Euro 6 (3)                                                                  | Euro 6 (3)                                                                  |

## S4 B9 (2016–2023)
Die sechste Generation des Audi S4 auf Basis der A4-Generation B9 wurde auf IAA 2015 in Frankfurt als Limousine und Kombi vorgestellt.
Als Motor kommt wie im Vorgänger ein 3,0-Liter-V6-Motor zum Einsatz. Im Gegensatz zum bisherigen Motor erfolgt die Aufladung im neuen Motor aus der Baureihe VW EA839 jedoch über einen Turbolader anstelle eines Kompressors. Das Aggregat leistet maximal 260 kW (354 PS); das maximale Drehmoment beträgt 500 Nm. Serienmäßig kommt ein neu entwickeltes Achtstufen-Automatikgetriebe (tiptronic) zum Einsatz. Ebenfalls serienmäßig sind LED-Scheinwerfer und -Rückleuchten.

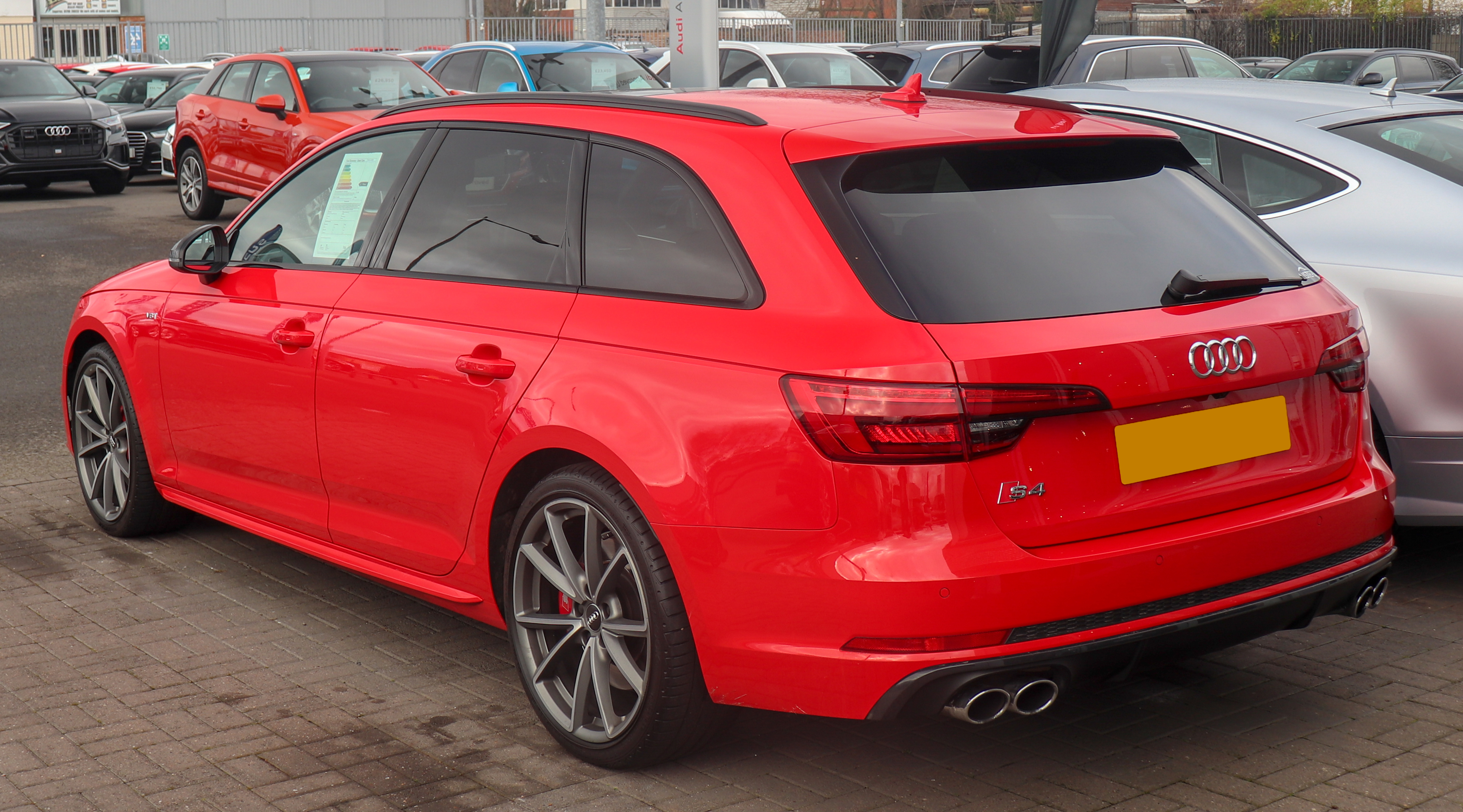
Heckansicht Avant (2016–2019)
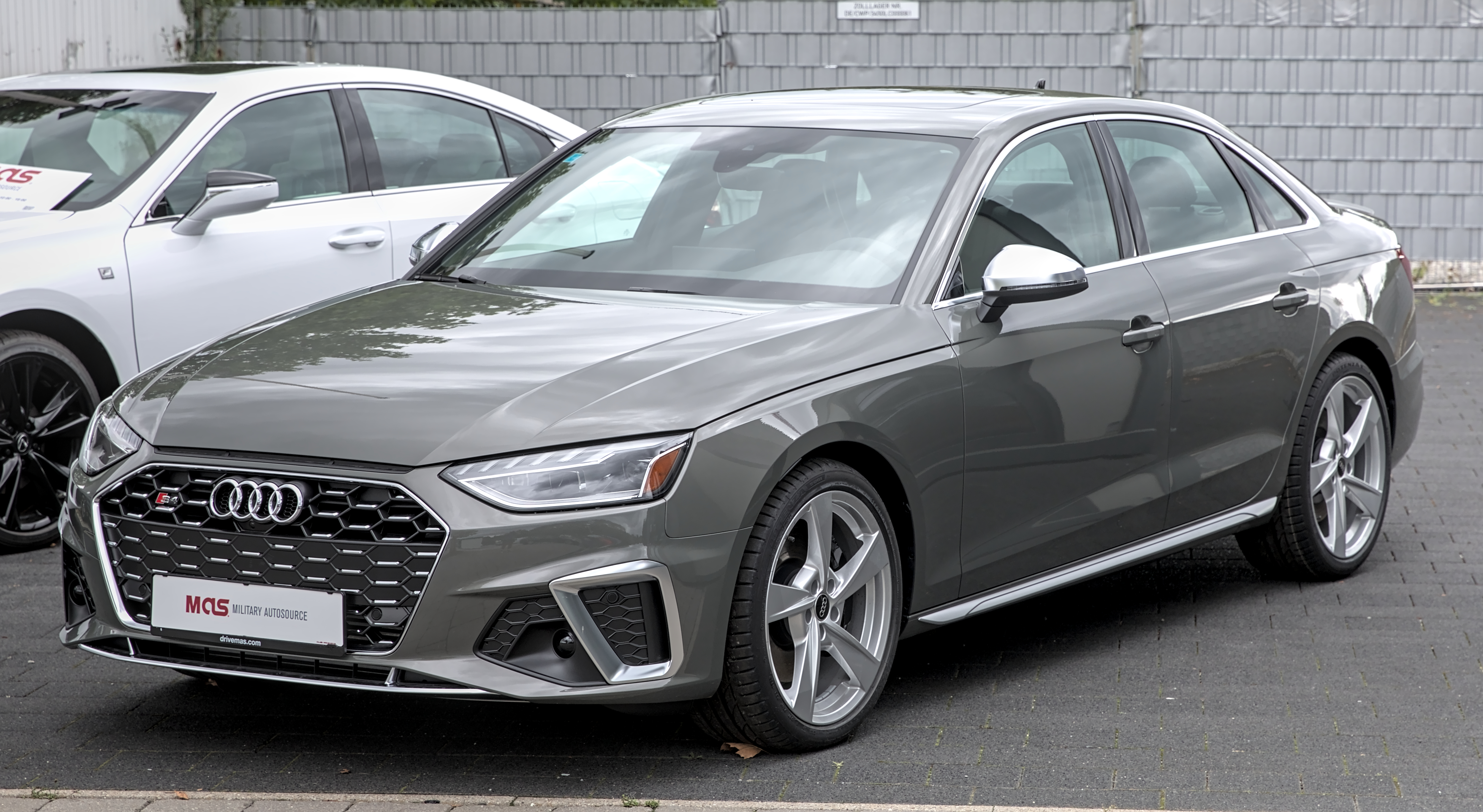
Audi S4 Limousine (2019–2023)
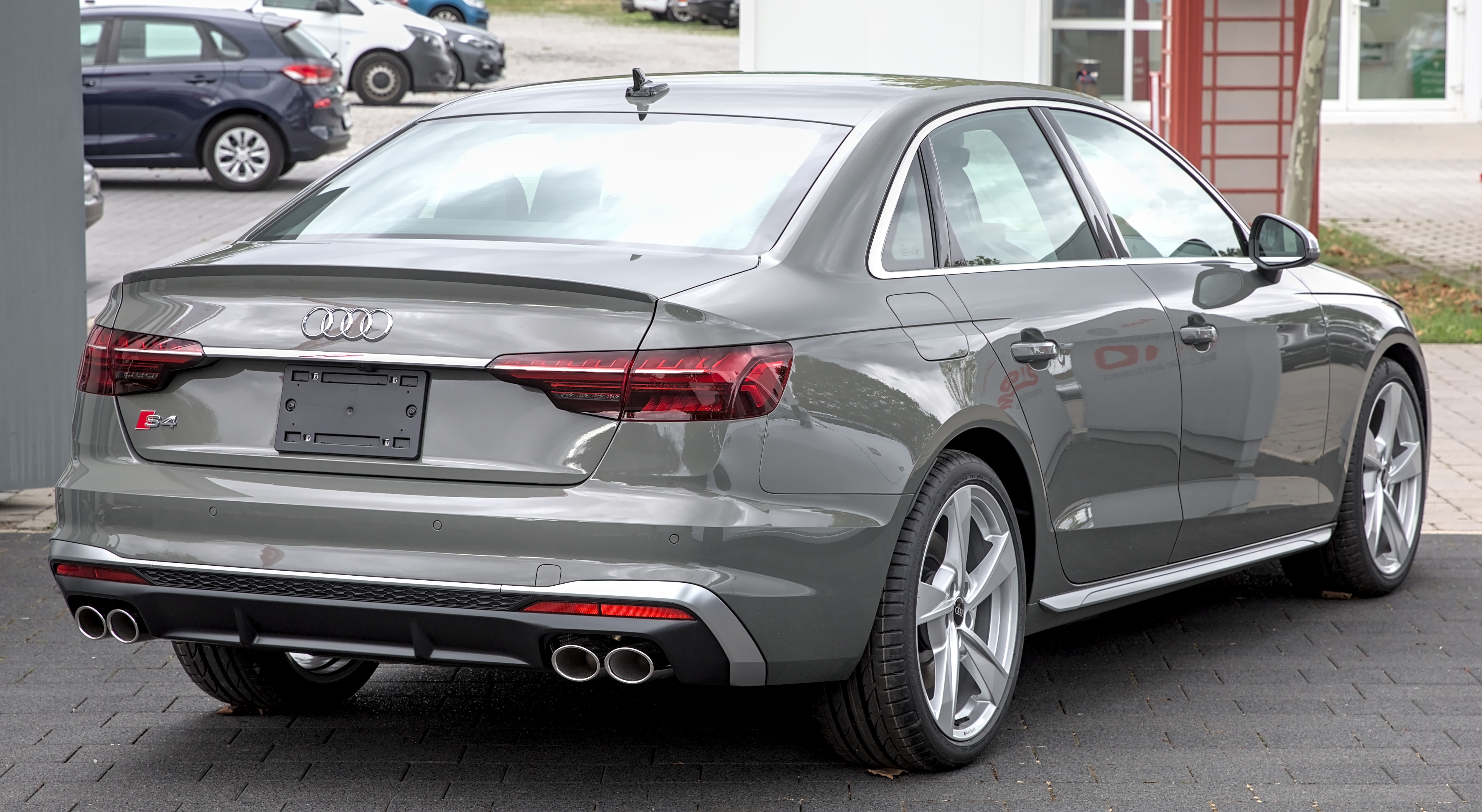
Heckansicht Limousine (2019–2023)
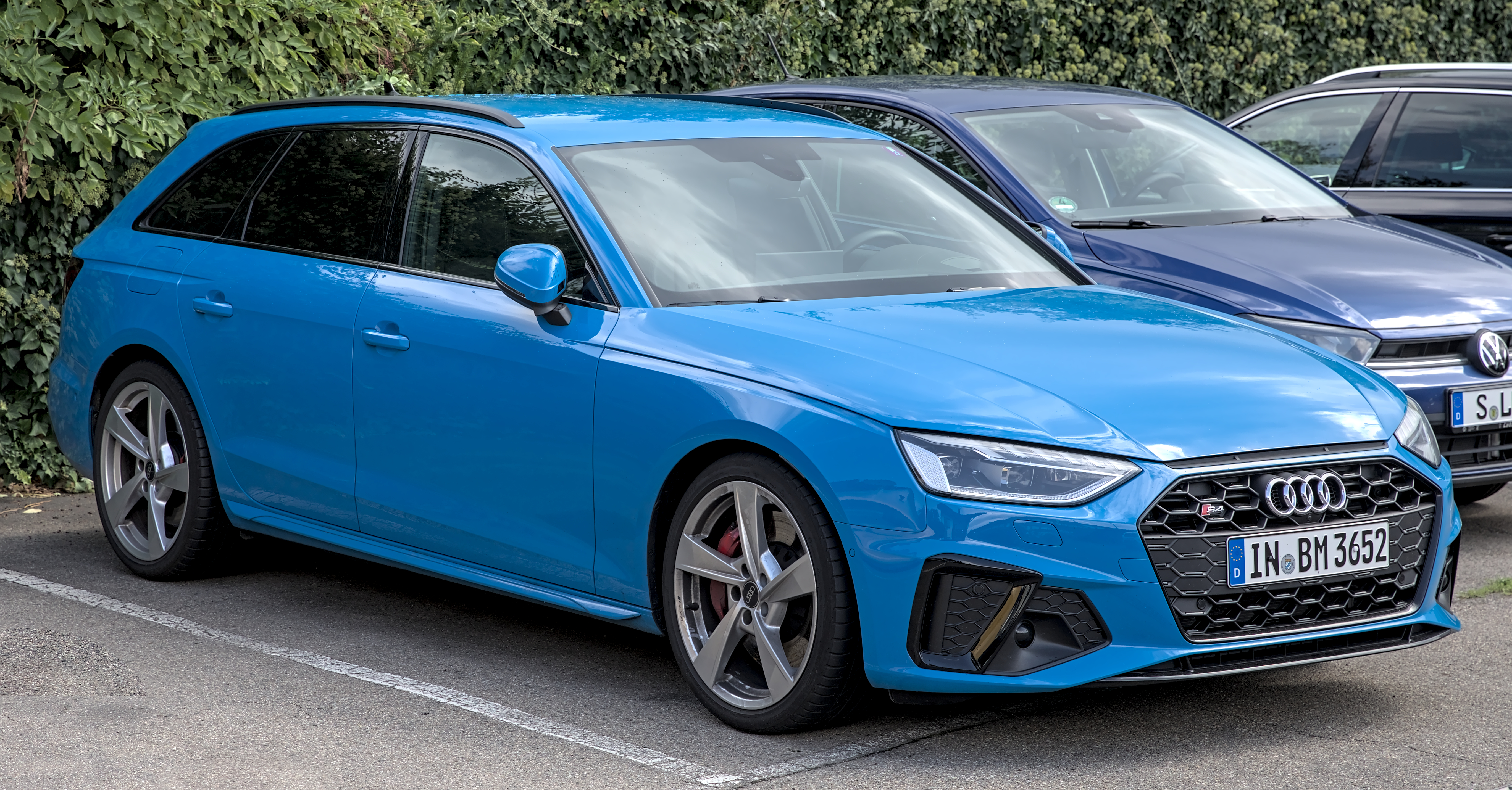
Audi S4 Avant (2019–2023)
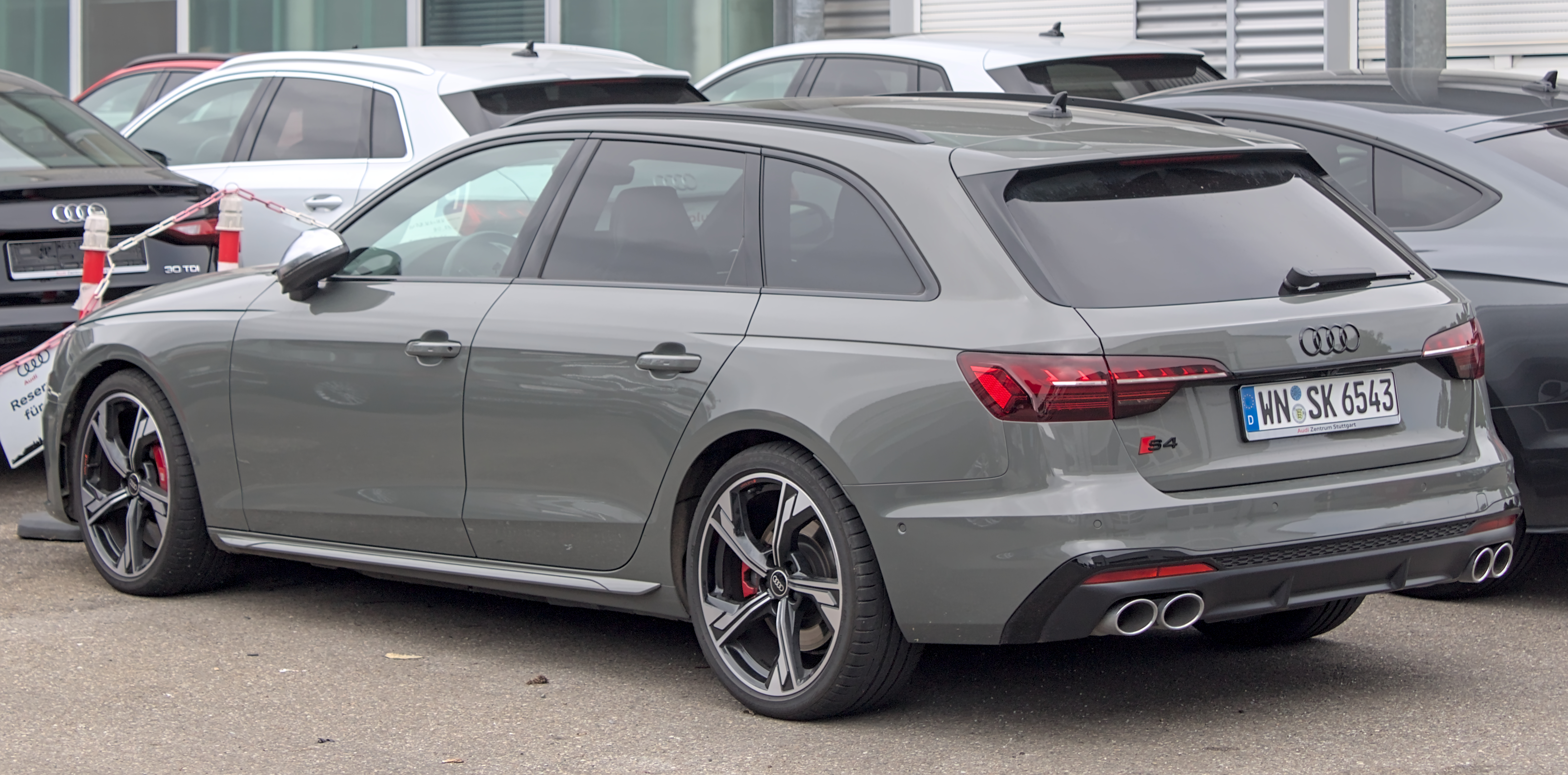
Heckansicht Avant (2019–2024)

### Modellpflege
Bei der im Sommer 2018 durchgeführten Modellpflege des Audi A4 B9 blieb der S4 unverändert. Er erhielt die Überarbeitung im Mai 2019. Im Zuge dieses zweiten Facelifts wurden für die in Europa angebotenen Versionen V6-Dieselmotoren eingeführt, außerhalb Europas bleibt es beim ab 2016 angebotenen Ottomotor. Die Dieselmotoren haben einen Hubraum von 3,0 Liter, sind neben einer Turboaufladung zusätzlich mit einem elektrischen Verdichter aufgeladen, haben eine maximale Leistung von 255 kW und ein maximales Drehmoment von 700 Nm.
|                                            | S4 TFSI                   | S4 TFSI                   | S4 TDI                              | S4 TDI                              | S4 TDI                              | S4 TDI                              |
| ------------------------------------------ | ------------------------- | ------------------------- | ----------------------------------- | ----------------------------------- | ----------------------------------- | ----------------------------------- |
| Karosserievariante                         | Limousine                 | Avant                     | Limousine                           | Avant                               | Limousine                           | Avant                               |
| Bauzeitraum                                | 08/2016–06/2018           | 08/2016–06/2018           | 05/2019–06/2020                     | 05/2019–06/2020                     | 11/2020–02/2023                     | 11/2020–02/2023                     |
| Motorbaureihe                              | VW EA839                  | VW EA839                  | VW EA897evo2                        | VW EA897evo2                        | VW EA897evo3                        | VW EA897evo3                        |
| Motorart                                   | Ottomotor                 | Ottomotor                 | Dieselmotor                         | Dieselmotor                         | Dieselmotor                         | Dieselmotor                         |
| Motorbauart                                | V-Bauart                  | V-Bauart                  | V-Bauart                            | V-Bauart                            | V-Bauart                            | V-Bauart                            |
| Motoraufladung                             | Turbolader                | Turbolader                | Turbolader, elektrischer Verdichter | Turbolader, elektrischer Verdichter | Turbolader, elektrischer Verdichter | Turbolader, elektrischer Verdichter |
| Gemischaufbereitung                        | Benzindirekteinspritzung  | Benzindirekteinspritzung  | Common-Rail-Einspritzung            | Common-Rail-Einspritzung            | Common-Rail-Einspritzung            | Common-Rail-Einspritzung            |
| Zylinder/Ventile                           | 6/24                      | 6/24                      | 6/24                                | 6/24                                | 6/24                                | 6/24                                |
| Hubraum                                    | 2995 cm³                  | 2995 cm³                  | 2967 cm³                            | 2967 cm³                            | 2967 cm³                            | 2967 cm³                            |
| max. Leistung bei min−1                    | 260 kW (354 PS)/5400–6400 | 260 kW (354 PS)/5400–6400 | 255 kW (347 PS)/3850                | 255 kW (347 PS)/3850                | 251 kW (341 PS)/3800–3950           | 251 kW (341 PS)/3800–3950           |
| max. Drehmoment bei min−1                  | 500 Nm/1370–4500          | 500 Nm/1370–4500          | 700 Nm/2500–3100                    | 700 Nm/2500–3100                    | 700 Nm/1750–3250                    | 700 Nm/1750–3250                    |
| Antriebsart, serienmäßig                   | Allradantrieb             | Allradantrieb             | Allradantrieb                       | Allradantrieb                       | Allradantrieb                       | Allradantrieb                       |
| Getriebeart, serienmäßig                   | 8-stufige-tiptronic       | 8-stufige-tiptronic       | 8-stufige-tiptronic                 | 8-stufige-tiptronic                 | 8-stufige-tiptronic                 | 8-stufige-tiptronic                 |
| Leergewicht                                | 1705 kg                   | 1750 kg                   | 1860 kg                             | 1900 kg                             | 1870 kg                             | 1910 kg                             |
| maximale Zuladung                          | 495 kg                    | 515 kg                    | 455 kg                              | 475 kg                              | 455 kg                              | 470 kg                              |
| Beschleunigung, 0–100 km/h                 | 4,7 s                     | 4,9 s                     | 4,8 s                               | 4,9 s                               | 4,6 s                               | 4,7 s                               |
| Höchstgeschwindigkeit                      | 250 km/h (1)              | 250 km/h (1)              | 250 km/h (1)                        | 250 km/h (1)                        | 250 km/h (1)                        | 250 km/h (1)                        |
| Kraftstoffverbrauch auf 100 km, kombiniert | 7,3–7,5 l Super           | 7,5–7,6 l Super           | 6,2–6,3 l Diesel (2)                | 6,2–6,3 l Diesel (2)                | 7,0–7,3 l Diesel                    | 7,2–7,5 l Diesel                    |
| CO2-Emission, kombiniert                   | 166–170 g/km              | 171–175 g/km              | 163–164 g/km (2)                    | 165–166 g/km (2)                    | 182–190 g/km                        | 188–196 g/km                        |
| Abgasnorm nach EU-Klassifikation           | Euro 6                    | Euro 6                    | Euro 6d-TEMP-EVAP-ISC               | Euro 6d-TEMP-EVAP-ISC               | Euro 6d-ISC-FCM                     | Euro 6d-ISC-FCM                     |